# SŽD-Baureihe ЭР2
Die ЭР2 (ER2) sind elektrische Triebzüge für den Vorortverkehr, die in der Rigaer Waggonfabrik (RVR) in der Lettischen SSR gebaut wurden. Sie wurden von den Staatsbahnen der ehemaligen Sowjetunion eingesetzt und sind heute noch in vielen GUS-Staaten im Einsatz. Die Triebzüge sind eine Weiterentwicklung der SŽD-Baureihe ЭР1, von der sich die ЭР2 durch kombinierte Einstiege für Nieder- und Hochbahnsteige und eine verbesserte elektrische Ausrüstung unterscheiden, wobei die ЭР1 später teilweise auch Einstiege für Niederbahnsteige erhielten.

## Vorgängerfahrzeuge

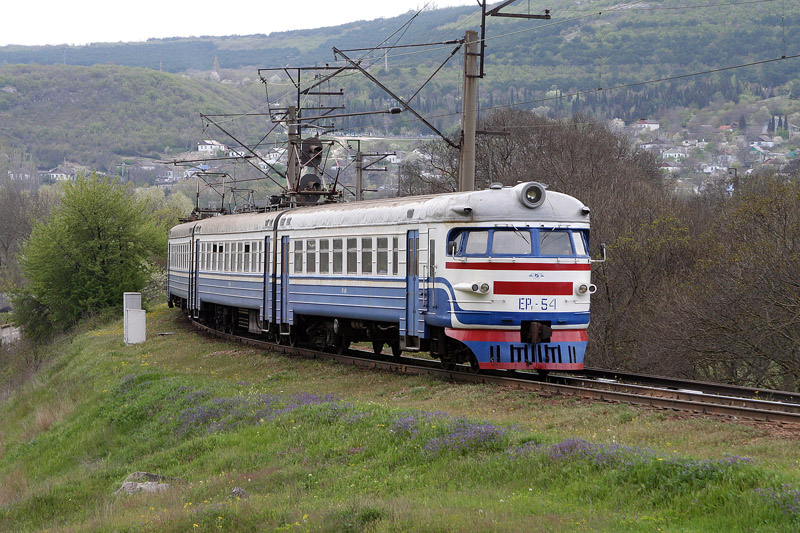
ЭР1 (mit umgebauten Einstiegen)

Der Einsatz von elektrischen Triebwagen in der ehemaligen Sowjetunion begann am 6. Juli 1926 im Abschnitt Baku – Sabunçu der Eisenbahnen um Baku. Dabei bestand jeder Triebzug aus einem Trieb- und einem oder zwei Beiwagen. Alle Achsen der Triebwagen waren angetrieben, ein Triebwagen hatte eine Ausgangsleistung von 300 kW (4 × 75 kW) bei einer Fahrdrahtspannung von 1200 V =. In den 1940er Jahren wurden diese Fahrzeuge ausgemustert.
Am 3. August 1929 wurde die Verbindung von Vorortzügen im Abschnitt Moskau – Mytischtschi eröffnet. Auf diesem Abschnitt wurden dreiteilige elektrische Triebwagen der Reihe С betrieben. Jede Einheit bestand aus einem Triebwagen mit einer Ausgangsleistung von 600 kW (bei den folgenden Modifizierungen 720 kW) sowie zwei Beiwagen. Die Fahrzeuge für eine Fahrdrahtspannung von 1500 V wurden in der Waggonfabrik Mytischtschi hergestellt. Die elektrische Ausrüstung stammte ursprünglich von Metropolitan-Vickers, bald darauf begann die Auslieferung in den Moskauer Elektromaschinenfabrik Dynamo. Ab der zweiten Hälfte der 1940er Jahre wurden die Wagen in der Rīgas Vagonbūves Rūpnīca hergestellt, die elektrische Ausrüstung lieferte das Rigaer Elektromaschinenwerk. Ausgeliefert wurden die Fahrzeuge bis 1958 in verschiedenen Modifikationen für unterschiedliche Fahrdrahtspannungen; die Reihen Св (Sw) und Сд (Sd) für 1,5 kV; die См (Sm) und Ср (Sr) für 1,5 und 3 kV; die Смв (Smw) und РС (RS) (mit elektrischer Bremse), die Ср3 (Sr3) und См3 (Sm3) für 3 kV Gleichspannung. Die Bezeichnung der Fahrzeuge ist hier mit lateinischen Buchstaben aufgeführt worden. Die hauptsächlichsten Unzulänglichkeiten aller Versionen war die Lagerung der Fahrmotoren in Tatzlager-Bauweise, was die Geschwindigkeit der Fahrzeuge auf 85 km/h beschränkte.
1954 lieferte die Rīgas Vagonbūves Rūpnīca eine dreiteilige Versuchsausführung aus, welche die Bezeichnung СН erhielt. Die Fahrzeuge hatten geänderte Fahrmotorenaufhängungen. Das führte zum Anheben der Konstruktionsgeschwindigkeit auf 130 km/h. Mitte der 1950er Jahre bestand für die Vorortstrecken ein großer Bedarf an leistungsfähigen und spurtstarken Fahrzeugen, der mit den vorhandenen Triebzügen nicht gedeckt werden konnte. Deshalb wurden 1957 in Zusammenarbeit von den Rīgas Vagonbūves Rūpnīca und den Moskauer Elektromaschinenfabrik Dynamo vorerst fünf Triebzüge ausgeliefert, welche die Reihenbezeichnung ЭР1 erhielten. Sie bestanden wie die Einheiten der späteren Reihe ЭР2 aus fünf Gruppen von je zwei zusammengehörenden Wagen. Damit waren die Einheiten deutlich länger als ihre Vorgänger. Erstmals wurden die Einstiegstüren zentral vom Triebwagenführer geöffnet und geschlossen. Die Wagenkästen waren im Vergleich zu den Vorgängerbauarten um 10 % leichter, sie liefen auf schraubengefederten Drehgestellen. Durch diese Fahrzeuge wurde die Einsatzzeit in einigen Abschnitten der Moskauer und Leningrader Eisenbahnknoten bedeutend verringert, jedoch waren sie nur für hohe Bahnsteige geeignet.

## Konstruktion und Bau der Elektrozüge ЭР2

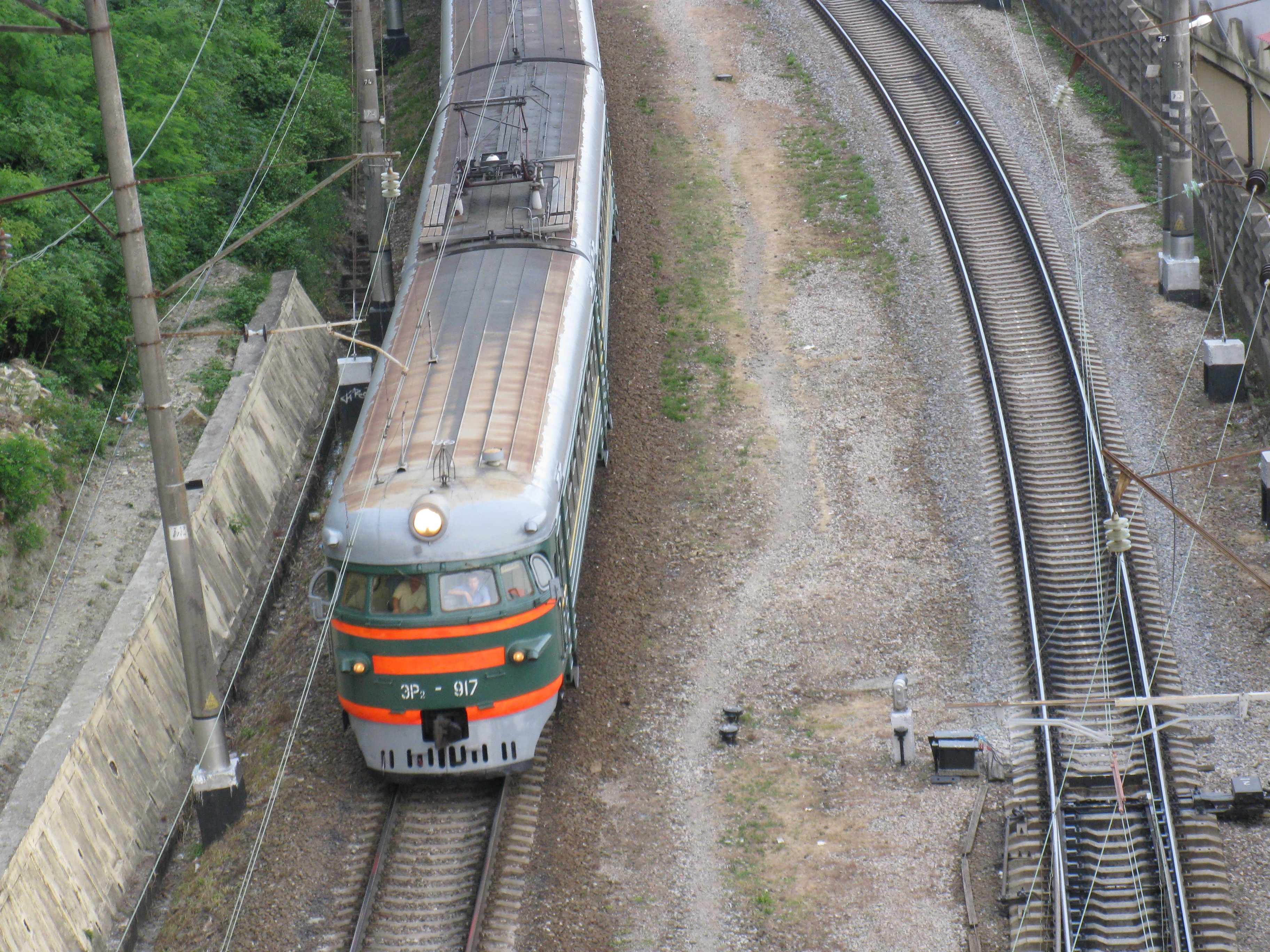
Triebzug ЭР2 917 bei Dagomys

Auf vielen Eisenbahnstrecken der ehemaligen UdSSR stand der Ersatz der technisch veralteten Triebwagen durch schnellere und spurtstärkere Fahrzeuge an. Gleichzeitig sollten die neuen Fahrzeuge ein größeres Fassungsvermögen bieten und für den Einsatz auf Strecken mit niedrigen Bahnsteigen geeignet sein. Deshalb entstand bei den Rīgas Vagonbūves Rūpnīca das Projekt einer modernisierten Version der Reihe ЭР1. Die Lösung für die unterschiedlichen Bahnsteighöhen wurde in der Verwendung von kombinierten Austritten gesehen. Vorgesehen waren für die neuen Fahrzeuge die Bezeichnung ЭР2. Die Wagenkästen wurden verstärkt, das betraf Wagenboden, Seitenwände, Stirnwände und Kopfstücke sowie Türausschnitte. Bei der Konstruktion der Fahrzeuge wurde großer Wert auf Vereinheitlichung mit den gleichzeitig entwickelten ЭР9 gelegt. Eine Folge war der Einbau der vollständigen mechanischen Bremsanlage in die Drehgestelle. An die Stelle eines zentralen Bremszylinders pro Wagen traten zwei pro Drehgestell.
Statt der bisher üblichen Bleiakkumulatoren erhielten die Wagen Batterien aus alkalischen Zellen, gleichzeitig wurden auch neu entwickelte Generatoren  eingebaut. Die alkalischen Batterien wurden schon in den 1960ern bei den ЭР1 126 – 128 eingebaut, die Generatoren waren schon in den ЭР1 183 und 225 bis 232 verwendet worden. Die neuen Triebzüge erhielten die Werksbezeichnung 62-61. Dabei trugen Motorwagen die Bezeichnung 62-62, Steuerwagen 62-63 und Zwischenbeiwagen 62-64.

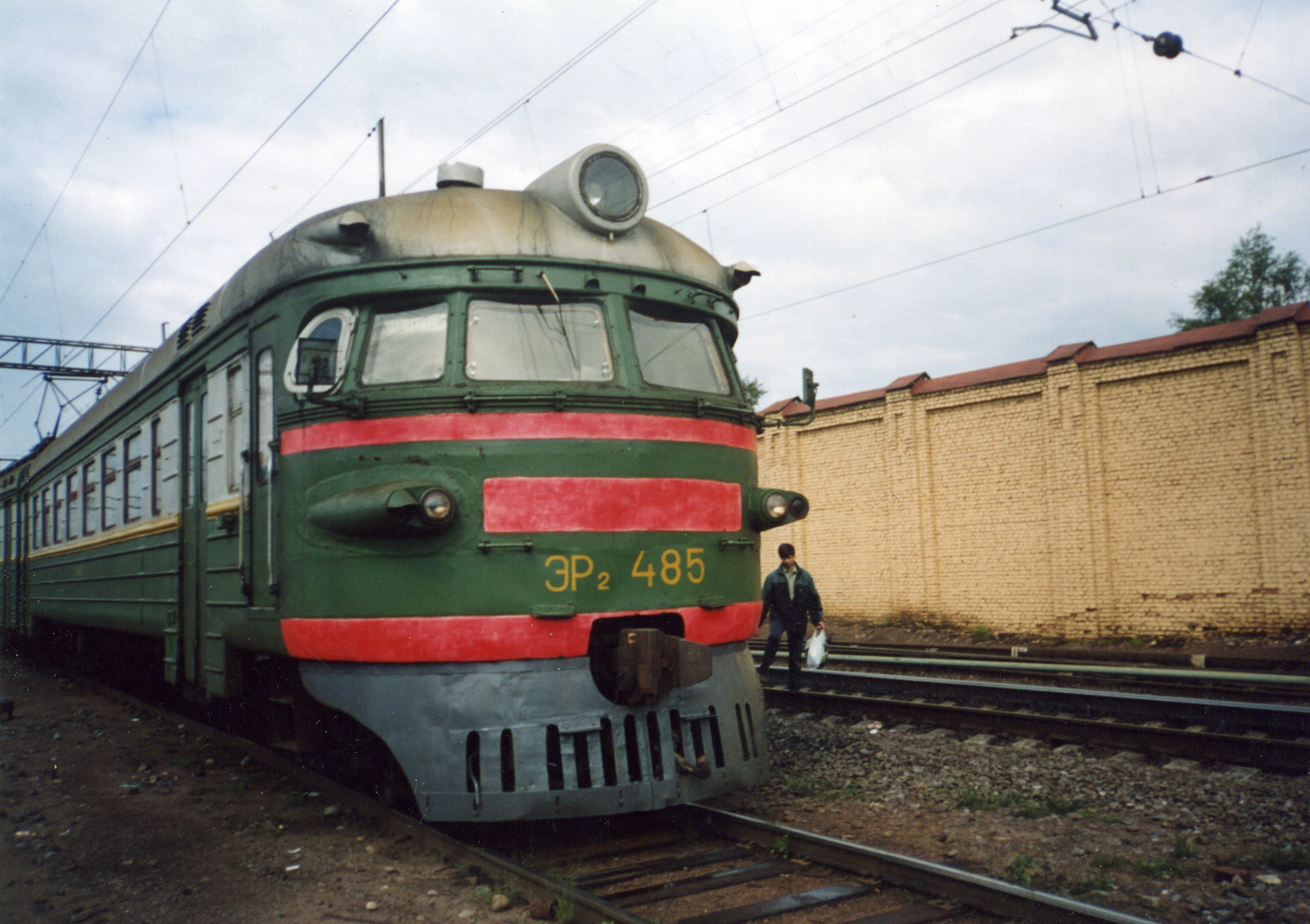
ЭР2 485 im Leningrader Finnischen Bahnhof

1962 lieferten die Rīgas Vagonbūves Rūpnīca und die Waggonfabrik Twer die letzten Triebzüge der Reihe ЭР1 aus (Nr. 218 – 259). Ab diesem Jahr begann die Fertigung von 48 elektrischen Triebzügen der Reihe ЭР2 (Ordnungsnummern 300 – 347). Wie bei den ЭР1 stellten die Rīgas Vagonbūves Rūpnīca die Kästen und die Triebdrehgestelle her, die Waggonfabrik Twer die Kästen für die Steuer- und Zwischenwagen sowie die Laufdrehgestelle. Die Rigaer Elektromaschinenwerke lieferten die elektrische Ausrüstung und die Fahrmotoren. Die Endmontage erfolgte bei RVR. 1968 beendete die Waggonfabrik Twer die Fertigung der Wagenkästen und lieferte nur noch Laufdrehgestelle.
Innerhalb der Fertigung gab es keine einheitliche Nummerierung, da die Fahrzeuge in Sektionen ausgeliefert wurden. Die Einheiten hatten je nach Einsatzgebiet und Verwendungszweck unterschiedliche Anzahl von Sektionen. Normalerweise wurden die Motorwagen mit geraden Ziffern bezeichnet (02, 04, 06 usw.), die Steuerwagen hatten die Bezeichnung 01 und 09, und die Zwischenwagen besaßen die übrigen Nummern mit ungeraden Ziffern in der Einheit. Es gab Nummerierungen mit vier- und fünfstelliger Bezeichnung.
1974 wurde die Form der Führerstände geändert. Statt der bisherigen runden Stirnfront erhielten die Steuerwagen gerade, eckige Führerstände. Die erste damit ausgerüstete Einheit trug die Nummer 1028.

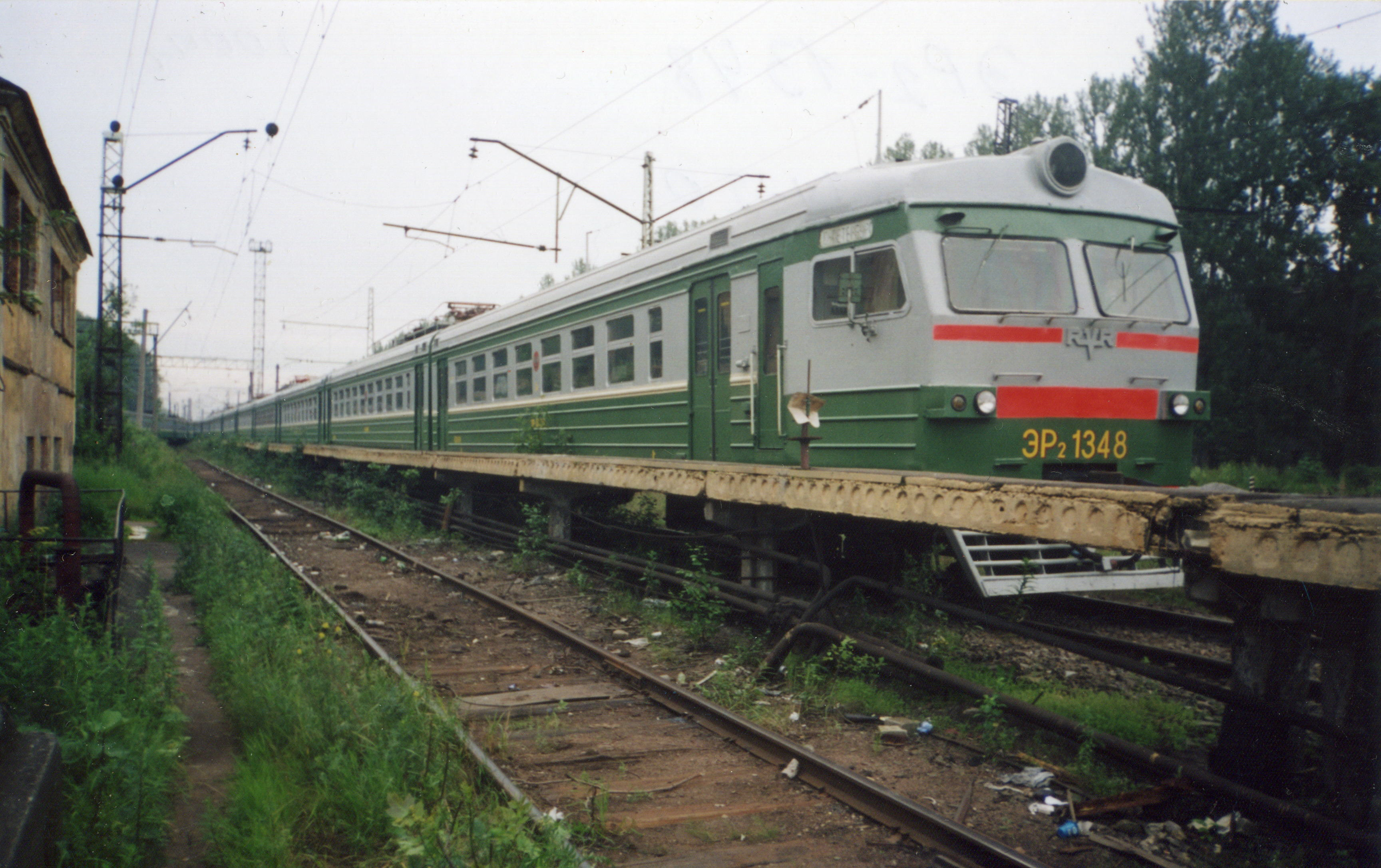
Der zuletzt gebaute ЭР2 1348 im Leningrader Finnischen Bahnhof

Im September 1984 lieferten die Rīgas Vagonbūves Rūpnīca den letzten Triebzug 1348 aus. Insgesamt wurden 850 Züge geliefert, davon 629 mit zehn, 134 mit zwölf, 75 mit acht, 7 mit sechs und 5 mit vier Wagen. Außerdem wurden noch zahlreiche Einzelwagen als Steuer-, Motor- und Beiwagen gebaut. Das ergab die Gesamtzahl von 4511 Sektionen und 189 zusätzlichen Wagen. Der Hersteller lieferte danach ЭР2P und später ЭР2T. Beide Bauarten erhielten eine Widerstandsbremse. Die Tabelle zeigt die Fertigung der gelieferten Fahrzeuge, gegliedert nach Einheitsnummer und gefertigter zusätzlicher Wagen.
| Baujahr | Anzahl der gelieferten Triebzüge | Triebzugnummern                                               | Wagen pro Triebzug | Anzahl der zusätzlichen Steuerwagen                                         | Anzahl der zusätzlichen Zwischenwagen | Anzahl der zusätzlichen Kopfsektionen | Anzahl der zusätzlichen Zwischensektionen         |
| ------- | -------------------------------- | ------------------------------------------------------------- | ------------------ | --------------------------------------------------------------------------- | ------------------------------------- | ------------------------------------- | ------------------------------------------------- |
| 1962    | 482                              | 300–347                                                       | 10                 | –                                                                           | –                                     | –                                     | –                                                 |
| 1963    | 799                              | 348–427                                                       | 10                 | –                                                                           | –                                     | –                                     | –                                                 |
| 1964    | 744                              | 428–501                                                       | 10                 | 80101; 80107; 80201; 80207                                                  | –                                     | –                                     | –                                                 |
| 1965    | 704                              | 502–571                                                       | 10                 | 80301; 80307; 80401; 80407; 80501; 80507                                    | –                                     | –                                     | –                                                 |
| 1966    | 650                              | 572–634                                                       | 10                 | 80601; 80607; 80701; 80707; 80801; 80807; 80901; 80907; 81001; 81007; 81101 | –                                     | –                                     | –                                                 |
| 1967    | 251                              | 635                                                           | 10                 | 81201; 813–844                                                              | 701–732                               | –                                     | –                                                 |
| 1967    | 251                              | 636–658                                                       | 8                  | 81201; 813–844                                                              | 701–732                               | –                                     | –                                                 |
| 1968    | 40                               | –                                                             | –                  | 845–864                                                                     | 733–752                               | –                                     | –                                                 |
| 1969    | 128                              | 659–674                                                       | 8                  | 865–872                                                                     | –                                     | –                                     | –                                                 |
| 1970    | 382                              | 675–700; 900–902                                              | 8                  | 873–884                                                                     | –                                     | –                                     | –                                                 |
| 1970    | 382                              | 903–910; 913; 914                                             | 10                 | 873–884                                                                     | –                                     | –                                     | –                                                 |
| 1970    | 382                              | 911; 912; 915                                                 | 4                  | 873–884                                                                     | –                                     | –                                     | –                                                 |
| 1970    | 382                              | 916–918                                                       | 6                  | 873–884                                                                     | –                                     | –                                     | –                                                 |
| 1971    | 344                              | 919–950; 952                                                  | 10                 | –                                                                           | –                                     | –                                     | (67907 + 67908); (68007 + 68008); (69507 + 69508) |
| 1971    | 344                              | 951                                                           | 8                  | –                                                                           | –                                     | –                                     | (67907 + 67908); (68007 + 68008); (69507 + 69508) |
| 1972    | 332                              | 953–963; 966–971; 973–975; 977–981                            | 10                 | –                                                                           | –                                     | –                                     | 2000–2028                                         |
| 1972    | 332                              | 964; 965                                                      | 8                  | –                                                                           | –                                     | –                                     | 2000–2028                                         |
| 1972    | 332                              | 972; 976                                                      | 4                  | –                                                                           | –                                     | –                                     | 2000–2028                                         |
| 1973    | 378                              | 982–987; 992–1014                                             | 10                 | –                                                                           | –                                     | 3000–3005                             | 2029–2050                                         |
| 1973    | 378                              | 988–991                                                       | 8                  | –                                                                           | –                                     | 3000–3005                             | 2029–2050                                         |
| 1974    | 342                              | 1015–1037; 1039–1041; 1043–1045                               | 10                 | –                                                                           | –                                     | 3006–3009                             | 2051–2067                                         |
| 1974    | 342                              | 1038; 1042                                                    | 6                  | –                                                                           | –                                     | 3006–3009                             | 2051–2067                                         |
| 1975    | 376                              | 1046–1079                                                     | 10                 | –                                                                           | –                                     | 3010–3015                             | 2068–2078                                         |
| 1976    | …                                | 1080–1111                                                     | 10                 | –                                                                           | –                                     | 3016–3021                             | 2079                                              |
| 1977    | …                                | 1112–1128; 1131; 1140–1145                                    | 10                 | –                                                                           | –                                     | 3022–3029                             | 2080–2085                                         |
| 1977    | …                                | 1129; 1130; 1132–1139                                         | 12                 | –                                                                           | –                                     | 3022–3029                             | 2080–2085                                         |
| 1978    | …                                | 1149–1155; 1159–1163; 1166; 1167; 1170; 1171; 1174–1179       | 10                 | –                                                                           | –                                     | 3030                                  | 2086–2100                                         |
| 1978    | …                                | 1146–1148; 1156–1158; 1164; 1165; 1168; 1169; 1172; 1173      | 12                 | –                                                                           | –                                     | 3030                                  | 2086–2100                                         |
| 1979    | …                                | 1182; 1183; 1186; 1187; 1190; 1191                            | 10                 | –                                                                           | –                                     | 3032                                  | 2101–2108                                         |
| 1979    | …                                | 1180; 1181; 1184; 1185; 1188; 1189; 1192–1210                 | 12                 | –                                                                           | –                                     | 3032                                  | 2101–2108                                         |
| 1980    | …                                | 1244; 1245                                                    | 10                 | –                                                                           | –                                     | –                                     | 2109–2150                                         |
| 1980    | …                                | 1211–1243                                                     | 12                 | –                                                                           | –                                     | –                                     | 2109–2150                                         |
| 1981    | …                                | 1250–1253; 1270–1272                                          | 10                 | 8001–8009                                                                   | –                                     | 3031; 3033; 3034                      | 2151–2164                                         |
| 1981    | …                                | 1246–1249; 1254–1269                                          | 12                 | 8001–8009                                                                   | –                                     | 3031; 3033; 3034                      | 2151–2164                                         |
| 1982    | …                                | 1278–1280; 1283; 1284; 1287–1294; 1296–1300                   | 10                 | 8010–8038                                                                   | –                                     | –                                     | 2165–2167                                         |
| 1982    | …                                | 1273–1277; 1281; 1282; 1285; 1286; 1295                       | 12                 | 8010–8038                                                                   | –                                     | –                                     | 2165–2167                                         |
| 1983    | …                                | 1302; 1303; 1305–1307; 1309–1311; 1314; 1315; 1317–1319; 1325 | 10                 | 8039; 8040                                                                  | –                                     | 3035–3041                             | 2168; 2169                                        |
| 1983    | …                                | 1301; 1304; 1308; 1312; 1313; 1316; 1320; 1322–1324           | 12                 | 8039; 8040                                                                  | –                                     | 3035–3041                             | 2168; 2169                                        |
| 1983    | …                                | 1321                                                          | 6                  | 8039; 8040                                                                  | –                                     | 3035–3041                             | 2168; 2169                                        |
| 1984    | …                                | 1331; 1335; 1340–1342; 1346–1348                              | 10                 | –                                                                           | –                                     | 3042–3057                             | –                                                 |
| 1984    | …                                | 1326–1330; 1332–1334; 1336–1339; 1343; 1344                   | 12                 | –                                                                           | –                                     | 3042–3057                             | –                                                 |
| 1984    | …                                | 1345                                                          | 6                  | –                                                                           | –                                     | 3042–3057                             | –                                                 |

## Konstruktion
Die Grundkonzeption entspricht der SŽD-Baureihe ЭР1. Der wesentlichste Unterschied ist die Form der Einstiege. Die ЭР1 sind nur für hohe Bahnsteige vorgesehen, während die ЭР2 für die Bedienung von hohen und niedrigen Bahnsteigen geeignet sind. Die Fahrzeuge unterschieden sich in einigen Details der elektrischen Ausrüstung (Generator, Akkubatterie). Bei den Triebwagen der Reihe ЭР2 fehlte der Bremsgestängesteller, der den Bremszylinderhub bei Verschleiß der Bremsklötze nachstellen konnte.

### Gesamtes Schema
Eine Einheit der Reihe ER2 besteht aus zwei Wagen, einem Motor- und einem Bei- oder Steuerwagen. Eine Einheit mit einem Steuerwagen ist eine Steuersektion, mit einem Beiwagen eine Zwischensektion. Die kleinste, betrieblich einsetzbare Einheit besteht aus zwei Steuersektionen und damit aus vier Wagen, die längste aus zwei Steuer- und vier Zwischensektionen (zwölf Wagen), die Mehrzahl der Züge lief mit zehn Wagen. Der Betrieb mit Zügen einer größeren Anzahl als zwölf Wagen war nicht empfohlen, da wurde der Generator für die Stromversorgung der gesamten Einheit überlastet.
Untereinander waren die Wagen einer Einheit mit SA-3-Mittelpufferkupplungen verbunden. Diese Kuppelmöglichkeit erlaubt ein schnelles Verbinden und Trennen der einzelnen Wagen, außerdem kann damit ein Höhenunterschied von ±100 mm durch Gleislagefehler ausgeglichen werden. Die elektrische Ausrüstung der Fahrzeuge ist außerhalb der Fahrgasträume auf dem Dach (Stromabnehmer) bzw. unter den Wagenböden (Kompressor, Widerstände) untergebracht. Die Geräte unter den Wagen sind in verschließ- und abnehmbaren Gerätekästen untergebracht. Die auf die Dächer aufgesetzten Einrichtungen sind ebenfalls in Schränken verteilt und damit vor Staub, Feuchtigkeit und Schnee geschützt. Ein Teil der Hochspannungsausrüstung (z. B. die Energieverbrauchszähler) sind in Schränken in einem Einstiegsraum untergebracht. Die Ausrüstungsteile, die für die Verwaltung des Elektrozuges bestimmt waren, waren ebenfalls in den Vorräumen der Wagen untergebracht. In den Steuerwagen waren diese Ausrüstungen in den Führerständen angeordnet.
Im Laufe der langen Lieferzeit gab es eine Reihe von Konstruktions- und Bauartänderungen. Das markanteste Beispiel sind die eckigen Führerstände ab dem Triebzug 1028. Weitere Änderungen erfolgten im Rahmen der Erhaltung in den Ausbesserungswerken.

### Inneneinrichtung
- Ursprungsausführung mit Lattensitzen
- teilmodernisiert
- modernisiert mit leicht gepolsterten Sitzen

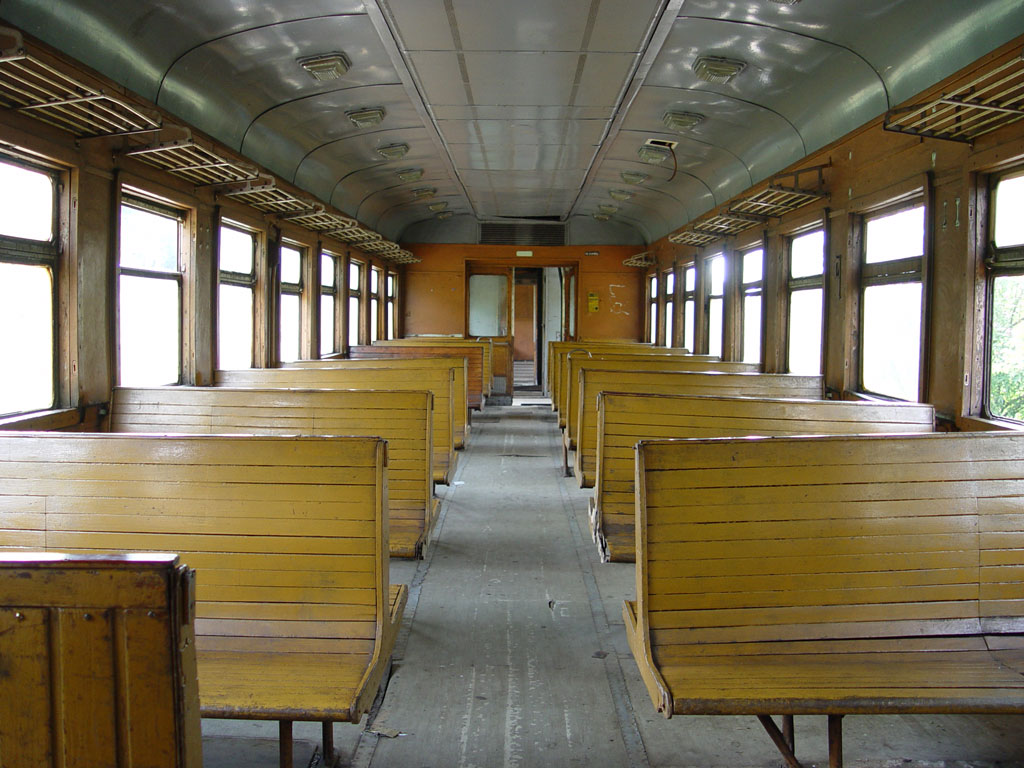
Ursprungsausführung mit Lattensitzen
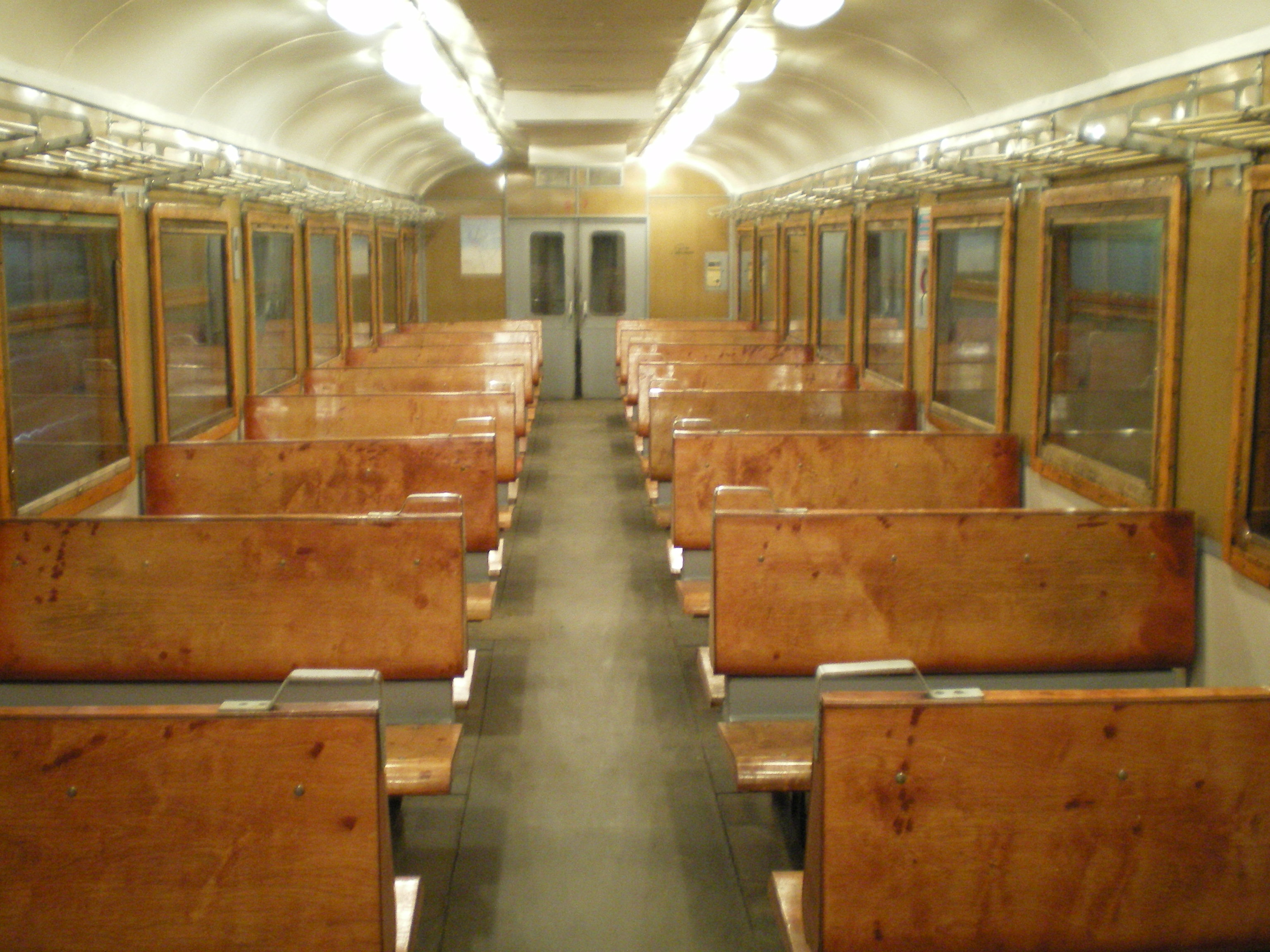
teilmodernisiert
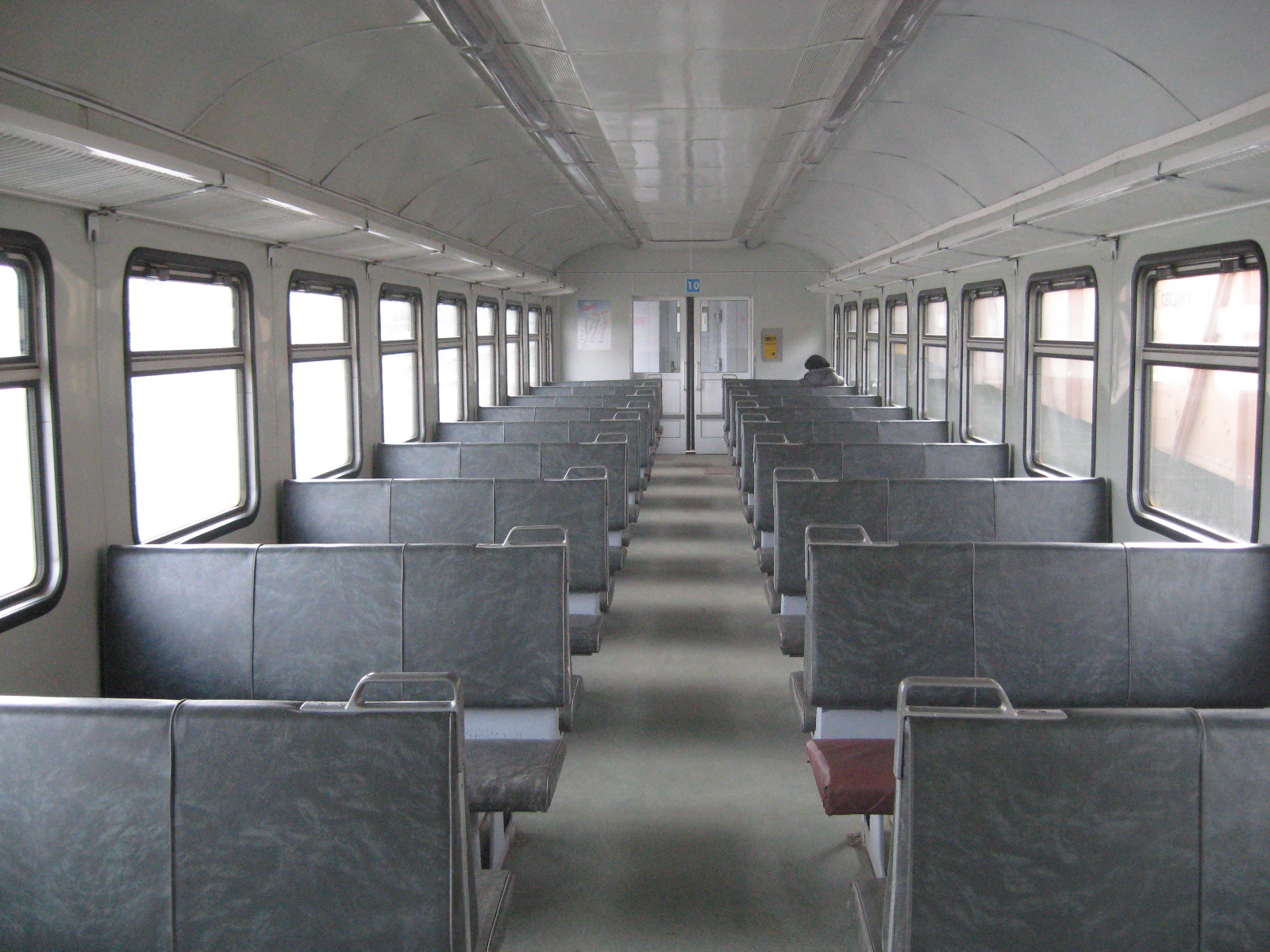
modernisiert mit leicht gepolsterten Sitzen

Die Einstiegsräume liegen an den Wagenenden. Die Einstiegstüren sind zweiflügelige Taschenschiebetüren. Im Ursprungszustand waren die Einstiege für den Fahrgastwechsel an tiefliegenden Bahnsteigen mit Trittkästen mit vier Stufen ausgerüstet. Die größte Fläche der Wagen nimmt der Fahrgastraum ein. Die Hauptfläche wird von den Sitzplätzen eingenommen, über den Fenstern sind in Längsrichtung Gepäckraufen angebracht. Zwischen den Fenstern gibt es die üblichen Kleiderhaken. Der Sitzverteilung ist in der Regel 3+3 mit einem durchgehenden Mittelgang. Die Zahl der Sitzplätze pro Wagen wurde im baujahrabhängig mehrmals geändert. Teilweise entfielen Sitzplätze, um mehr Stehplätze und damit ein höheres Gesamtfassungsvermögen zu erreichen. In den Zwischenwagen beträgt die Sitzplatzanzahl 107 bis 110, in den Steuerwagen 77 bis 88. In einem Zehnwagenzug können bis zu 1050 Sitzplätze vorhanden sein, das Gesamtfassungsvermögen eines solchen Zuges liegt bei 1600 Reisenden. Die Einstiegsräume sind vom Fahrgastraum durch doppelte Schiebetüren getrennt.
Für die Aufrechterhaltung von angenehmen Aufenthaltsverhältnissen in den Fahrgasträumen unter den russischen Klimaverhältnissen mit großen Temperaturunterschieden sorgt das Beleuchtungs-, Heizungs- und Lüftungssystem. Aufgrund der langen Beschaffungs- und Betriebszeit änderte sich die Beleuchtung mehrfach. Ursprünglich bestand sie in den Mittelwagen aus 20 Leuchten mit Glühlampen an der Decke. In den kleineren Fahrgasträumen der Steuerwagen gab es 16 Leuchten, in den Einstiegsräumen zwei. Gespeist wird die Beleuchtung vom Umformer mit einer Spannung von 50 V. Bei Ausfall der Fahrleitungsspannung oder der Bordnetzversorgung fällt die Beleuchtung aus. Für diesen Fall ist eine Notbeleuchtung vorhanden, die aus einigen Lampen der Hauptbeleuchtung besteht und von der Fahrzeugbatterie gespeist wird. Die Belüftung der Fahrgasträume wurde mit Hilfe von zwei doppelreihigen Ventilatoren durchgeführt. Diese sind in den Vorräumen untergebracht und drücken Frischluft über Öffnungen über den Türen zu den Einstiegsräumen in den Fahrgastraum. Die Luft wird über Lufteinläufe über den Einstiegstüren angesaugt, sie läuft danach über Netzfilter zu den Ventilatoren. In der warmen Jahreszeit wird die Luft von außen angesaugt, im Winter teilweise von außen und aus dem Wageninneren. Die Fahrgasträume werden durch Heizkörper unter den Sitzen beheizt, 20 Stück in den Mittel- und 14 in den Steuerwagen. Die Leistung eines Heizkörpers beträgt bei einer Speisespannung von 750 V 1 kW. Sie sind in besonders  geerdeten Gehäusen untergebracht.

### Mechanische Ausrüstung

#### Kasten
Die Wagenkasten sind wie bei der Reihe ЭР1 selbsttragende Stahlschweißkonstruktionen. Das Kastengerippe besteht aus Walzprofilen, die Außenwandbleche mit einer Stärke von 1,5 bis 2,5 mm sind zur Erhöhung der Steifigkeit gesickt. Für die Unterbringung der SA-3 Mittelpufferkupplung und der Zug- und Stoßeinrichtung ist an den Enden der Kästen eine verkürzte Pufferbohle untergebracht. Durch die Verwendung von Aluminium für die Einstiegstüren und Kanäle ist die Masse eines Wagens nur unwesentlich höher als die bei den ЭР1 (die Masse eines Zwischenwagens der Reihe ЭР1 betrug 35,4 t, beim ЭР2 38,3 t). Die zweiflügeligen Einstiegstüren werden pneumatisch geöffnet und geschlossen. Für die manuelle Notöffnung sind sie mit Griffmulden versehen. An den Stirnwänden der Wagen (außer bei der Führerstandseite der Steuerwagen) bestand die Möglichkeit des Überganges von Wagen zu Wagen.

#### Drehgestelle

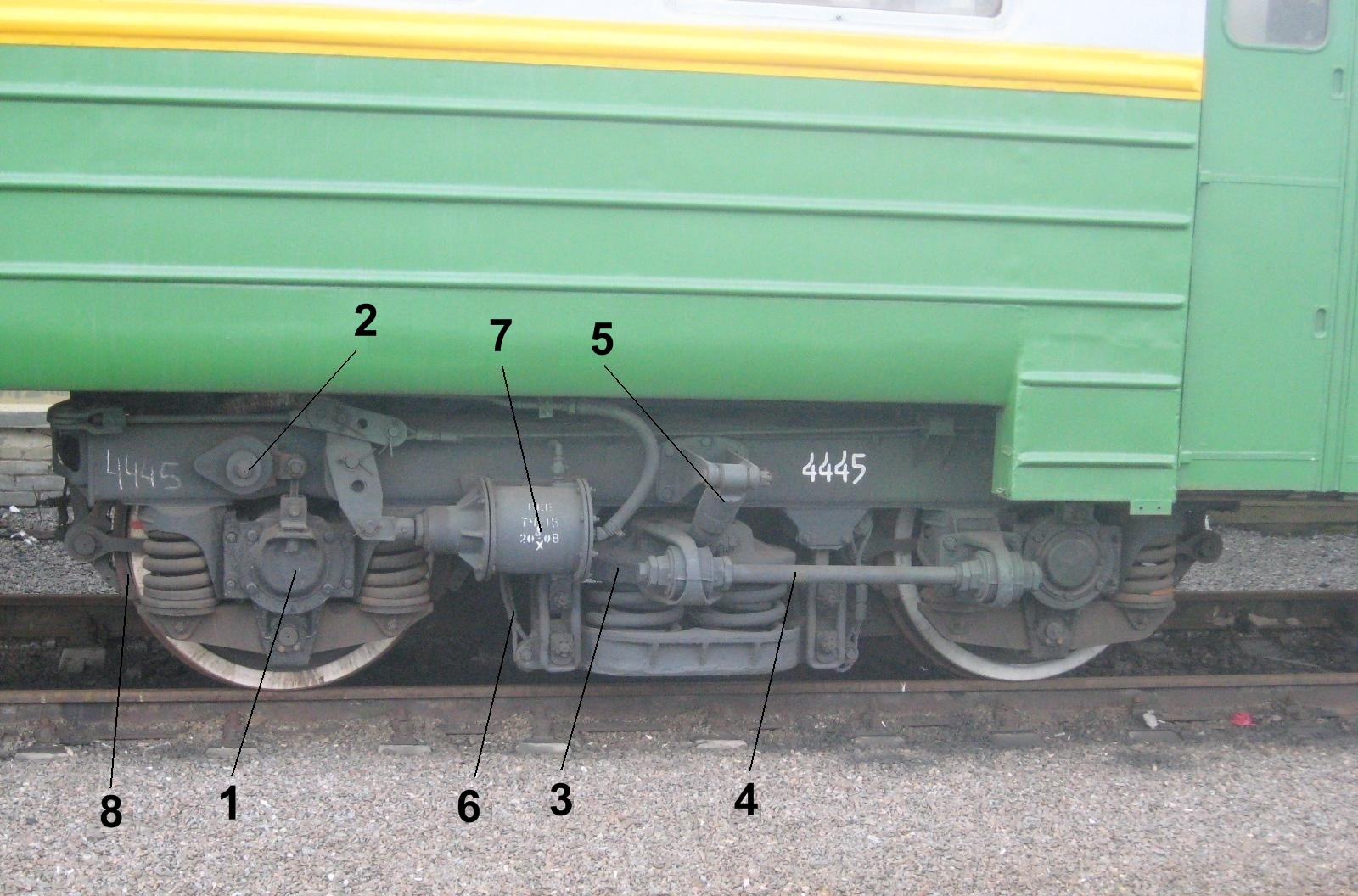
Triebdrehgestell

Jeder Wagen läuft auf zwei zweiachsigen Drehgestellen, sie sind zweistufig gefedert. Lauf- und Triebdrehgestelle weisen eine Reihe konstruktiver Unterschiede auf.
Die Triebdrehgestelle der Motorwagen bestehen aus Lang- und Querträgern, die Radsatzlager werden durch seitliche Gleitstücke, die auch die Zug- und Bremskräfte übertragen, geführt. Der Drehgestellrahmen stützt sich über je zwei Schraubenfedern auf die Radsatzlagergehäuse ab. Die Triebdrehgestelle sind mit einer klassischen, schraubengefederten und in Pendeln aufgehängten Wiege ausgerüstet. Bei den bis 1965 gebauten Wagen bestand die Wiegenfederung aus Blattfedern. Der Federweg der Wiegenfederung beträgt mit Blattfedern 95 mm, bei den schraubengefederten Drehgestellen 120 mm. Wegen des Platzbedarfes der Fahrmotoren liegen die Bremszylinder außen. Die Querträger besaßen eine zusammengesetzte Form, bedingt daher, dass bei ihnen die Lagerung der stützenden Rahmenaufhängung der Fahrmotoren angeordnet war. Die Wiegenfedern sind mit schrägliegenden, hydraulischen Schwingungdämpfern ausgerüstet, die Primärfedern mit Reibungsdämpfern. Der Wagenkasten stützt sich über seitliche Gleitstücke auf der Wiege ab. Sie bestehen aus Kunststoff und verbessern die Laufruhe der Fahrzeuge. Die Fahr- und Bremskräfte überträgt der Drehzapfen. Dieser trägt zusätzlich einen Teil der Masse des Wagenkastens.
Die Laufdrehgestelle der Steuer- und Beiwagen entsprechen den Reisezugwagendrehgestellen der Bauart KWS-ZNII, nur mit einem kürzeren Rahmen. Die Federaufhängung war bei ihnen weicher (mit mehr Durchbiegung) ausgeführt. Der Drehzapfen bestand bei ihnen aus drei Teilen. Die Schwingungsdämpfer der Primärfedern liegen innen. Die Drehgestelle an den Führerstandsenden der Steuerwagen sind vor dem vorauslaufenden Radsatz mit Empfängerspulen für die über codierte Gleisstromkreise übertragene Führerstandssignalisierung versehen. Bei früheren ЭР2 wurden wie bei den ЭР1 Laufdrehgestelle vom Typ КВЗ-5/Э (KWS-5/E) der Waggonfabrik Twer verwendet, ab der Einheit 544 die des Typs КВЗ-ЦНИИ/Э (KWS-ZNII/E). Die Unterschiede sind eine weichere Federung, das Federlager war verhältnismäßig des Rahmens fixiert; die Wagenkästen stützen sich nur auf die seitlichen Gleitplatten ab, bei dem KWS-5/E noch zusätzlich auf die Drehpfanne.

#### Traktionsübertragung
Die Triebdrehgestelle weisen Einzelachsantriebe in Tatzlageranordnung auf. Das Drehmoment wird vom Fahrmotor über ein geradverzahntes Stirnradgetriebe auf die Radsatzwelle übertragen, das Übertragungsverhältnis beträgt 73:23. Die Zahnräder sind in einem Getriebegehäuse gekapselt. Das Großrad mit einem Modul von 10 befindet sich auf der Radsatzwelle, das Ritzel auf der Welle des Elektromotors aufgeschrumpft. Ursprünglich bestand die Aufhängung der Fahrmotoren auf dem Drehgestellrahmen aus sichelförmigen Laschen mit Gummimetalldämpfern, später wurden vertikale Stangen mit vier Dämpfern verwendet. Zwischen dem Großrad des Getriebes und dem Antriebsrad des Drehgestelles war eine spezielle Kupplung installiert. Bei den ersten Triebzügen wurde eine Nockenkupplung verwendet, später wurde eine elastische Kupplung aus Gummielementen verwendet.

#### Radsätze
Die Treibradsätze sind bereift, ihr Laufkreisdurchmesser beträgt im Neuzustand 1050 und die Stärke der Radreifens 75 mm. Die Radreifen werden auf die Radkörper aufgeschrumpft, diese sind Speichenräder. In dieser Form wurden die Radsterne auf die Achsen aufgepresst, wobei ein Radstern für die Kraftübertragung durch das Großrad des Achsantriebes verbreitete Nabenaufwies.
Die Laufradsätze sind Monobloc-Rädsätze mit einem Laufkreisdurchmesser von 950 mm.

### Elektrische Ausrüstung

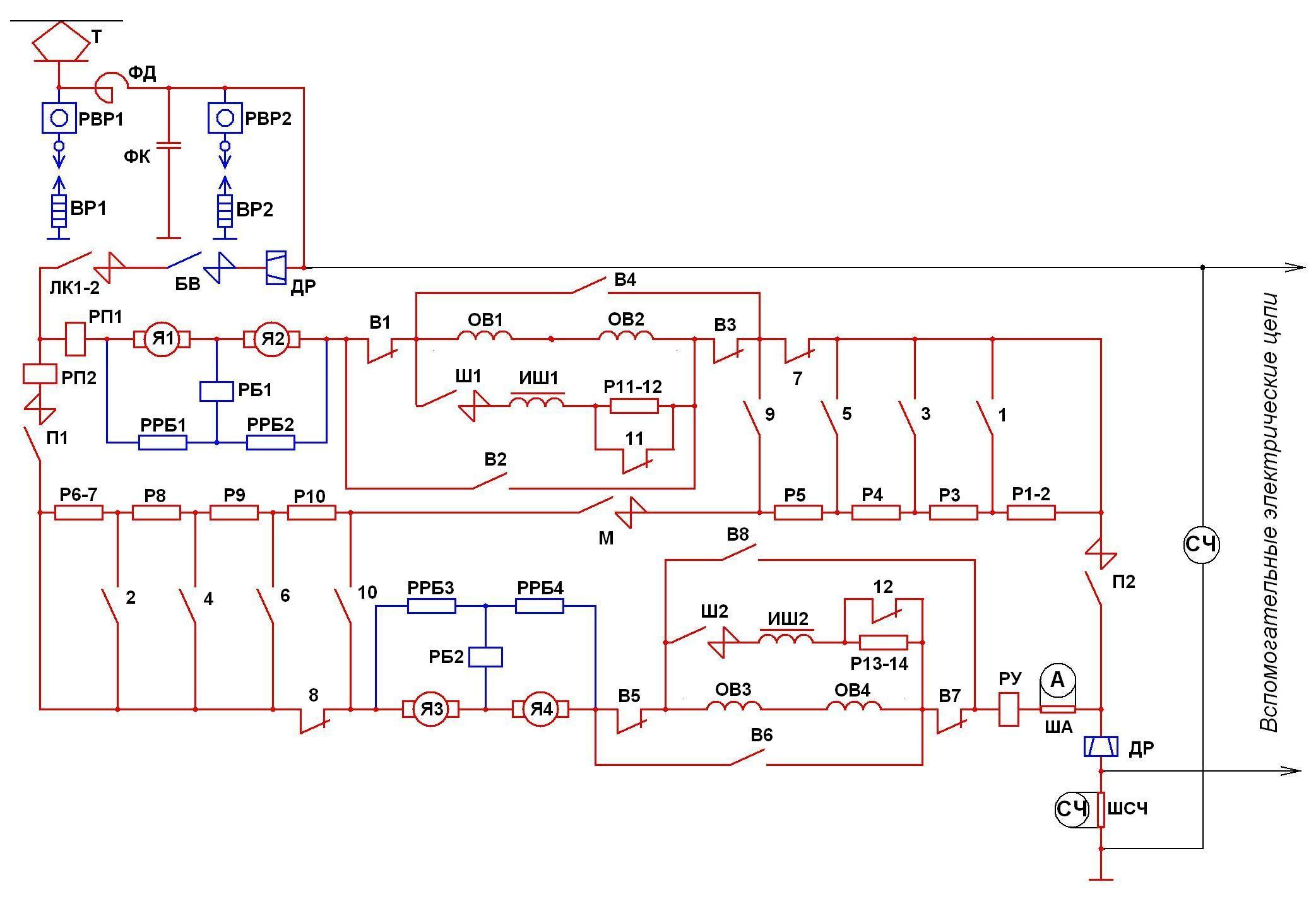
Ansicht des Kraftschemas des Triebwagens

Die Traktionsausrüstung der Triebzüge der Reihe ЭР2 war auf der Grundlage der der SŽD-Baureihe ЭР1 ausgeführt. in jedem Motorwagen gibt es vier Fahrmotoren, die pro Drehgestell ständig in Reihe geschaltet sind. Die Steuerung  ist eine klassische Widerstandssteuerung mit Serienparallelschaltung und Änderung ihrer magnetischen Pole. Für den Schutz der Fahrmotoren vor Überlastung und Stromstößen waren auf dem Elektrozug eine Reihe von Schutzapparaten eingerichtet; ein schnelldurchschlagender Schalter, Überspannungsrelais, Differenzrelais und vieles mehr. Bei den ersten Einheiten waren Schmelzsicherungen zum Schutz der Fahrmotoren verwendet worden, ab der Einheit 539 entfielen sie im Zusammenhang mit der Erhöhung der Zuverlässigkeit der Schutzapparate.

#### Beschreibung der Arbeit des Kraftschemas

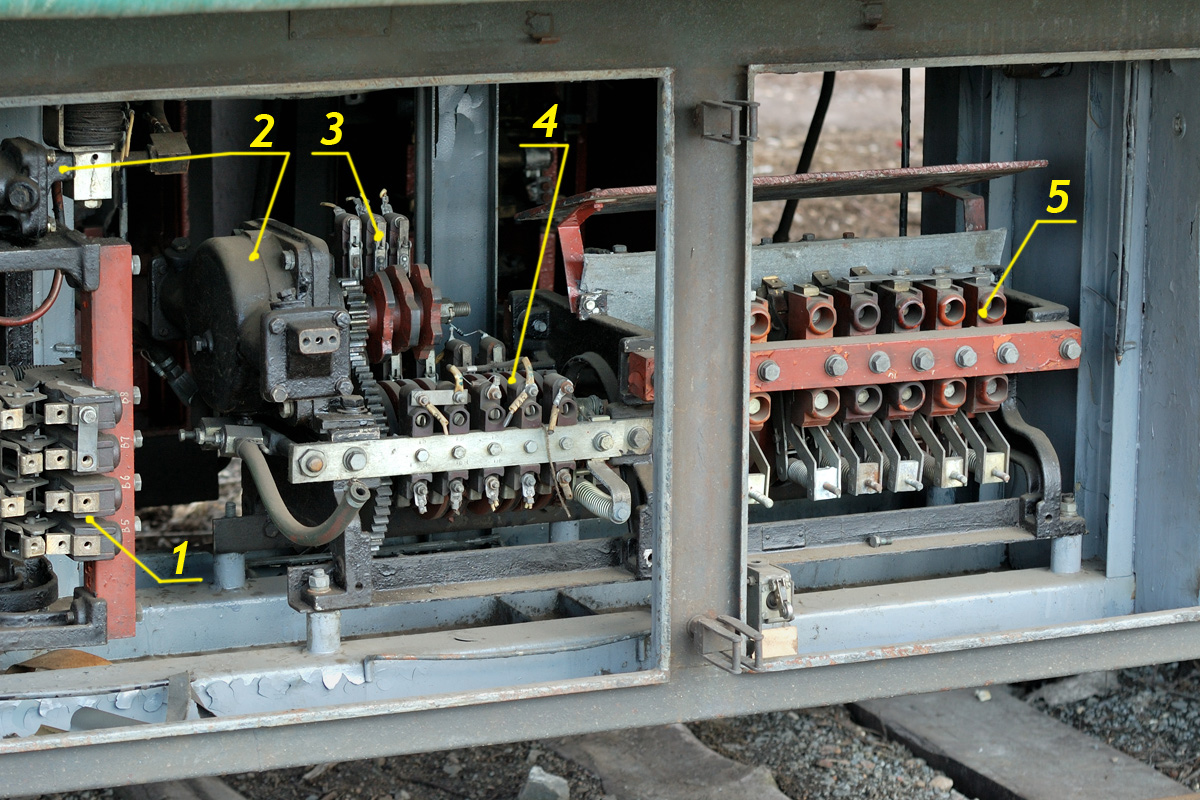
Ansicht des Kraftumschalters des Triebwagens

Der Elektrozug besaß 18 Anfahrstufen. Die Beschleunigung wurde mit Hilfe von Widerständen gesteuert, die je nach Stufe mit speziellen Schützen geschaltet oder ausgeschaltet wurden. Diese Schütze besaßen im Schema die Bezeichnung 1 bis 12 und waren vereinigt in einer Gruppe Umschalter, der силовы контро́ллер (Kraftumschalter) genannt wurde. Der Maschinist verwaltete den Elektrozug mit Hilfe seines Fahrschalters. Das System der Verwaltung geschah indirekt, das bedeutet, dass der Maschinist auf dem Fahrschalter eine bestimmte Stellung einstellte, das System der Verwaltung stellte den Kraftumschalter in die entsprechende Position. Musste der Zug nur mit geringer Geschwindigkeit gefahren werden (z. B. beim Rangieren), verwaltete der Maschinist den Handgriff nur in der ersten Stellung M (Rangiergang). Bei dieser Stellung verschlossen sich die folgenden Schütze: die Linienschütze (1-2), Brückenschütz (7-8). Dabei waren alle Fahrmotoren in Reihe geschaltet, und in der Kette waren alle Widerstände verwendet (Rges= 17,66 Ohm). Bei der Umstellung des Handgriffes bei dem Fahrschalter wurde bei dem Kraftumschalter ein allmählicher Übergang von Position zu Position erreicht, im Resultat davon wurde die Zahl der verwendeten Widerstände ständig verringert. Im Unterschied zu Elektrolokomotiven, wo die Aufnahme der Inbetriebsetzungsposition von dem Fahrschalter vorgenommen wird, wird bei dem Elektrozug der Übergang von einer Zwischenstufe in die andere automatisch durch ein Beschleunigungsrelais verwirklicht, das die Beschleunigung des Elektrozuges regulierte. Außerdem sah das Schema der Verwaltung noch eine Handsteuerung von Position zu Position vor. Auf der 9. Position des Kraftumschalters waren die beiden Fahrmotorengruppen noch in Reihenschaltung|Reihe geschaltet, die Anregung der Fahrmotoren betrug jedoch 100 %. Auf der 10. Position betrug die Anregung 67 %, und auf der 11. Position 50 %.

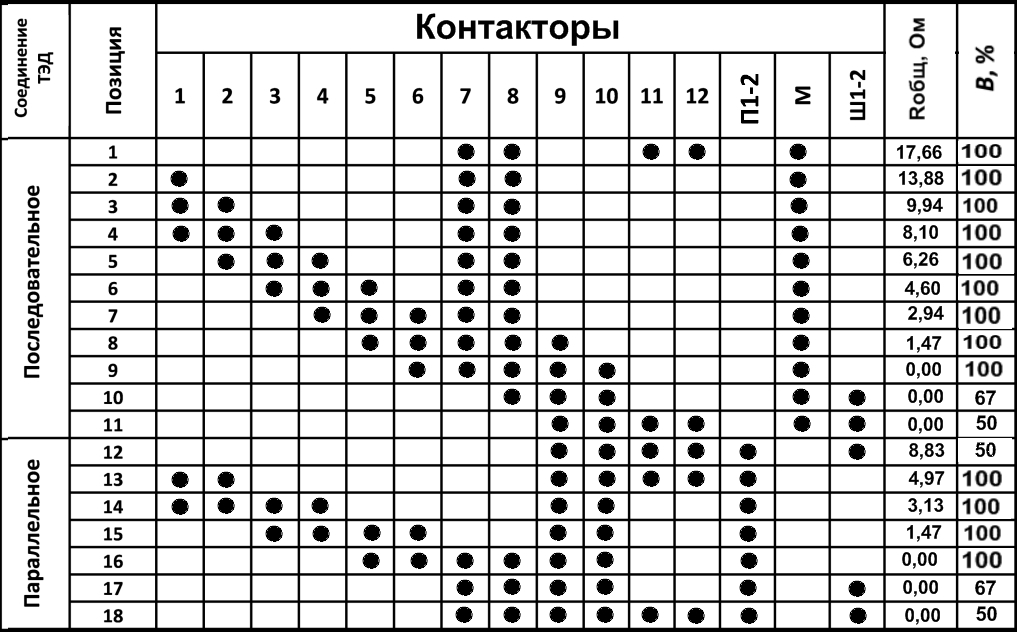
Tableau der verwendeten Schütze bei den Positionen des Kraftschalters

Für die weitere Vergrößerung der Geschwindigkeit wurden die Fahrmotoren umgestellt auf Parallelverbindung. Dafür verschlossen in der 12. Position die beiden parallelen Schütze (P1 und P2) nach dem die Brückenkontaktoren abschalteten. Bis zur 16. Position wurde die Anzahl der gesteuerten Widerstände ständig verringert. In der 17. Position betrug die Schwächung der Magnetpole bis 67 % und bei der 18. Position bis 50 %. Bei der 18. Position konnte der Zug seine Maximalgeschwindigkeit erreichen. Für diese 18 Positionen des Kraftumschalters wurden nur die Fahrstufen 1-4 auf dem Fahrschalter betätigt. Für den Fall, dass die Kraft abgeschaltet werden sollte, wurde das Handrad des Fahrschalters auf 0 gestellt. Die genaue Darstellung der verwendeten Schütze ist auf der beigelegten Skizze dargestellt.

#### Fahrmotoren
Die Fahrmotoren des Triebzuges besaßen stützende Rahmenaufhängung, was für einen maximalen Schutz vor Schlägen bei Unebenheiten im Gleis sorgte. Bei den ersten ЭР2 wurden Fahrmotoren der Bauart ДК-106Б (DK-106B, das bedeutet Fahrmotoren von Moskauer Elektromaschinenfabrik Dynamo, 106. Serie, B-Version der Ausführung) eingebaut, die auch in den Einheiten der SŽD-Baureihe ЭР1 verwendet wurden. Diese klassischen Reihenschlussmotoren wiesen vier Haupt- und vier Nebenpole auf. Die Betriebsspannung betrug 1500 V, sie waren gegen 3000 V isoliert. Im Unterschied zu den Fahrmotoren der Elektrolokomotiven arbeitete das Nennwert-Regime bei Schwächung des Magnetfeldes, und die volle Anregung wurde nur beim Anfahren angewendet. Die Motoren waren eigenbelüftet, das Lüfterrad war auf der Ankerwelle befestigt. Die Kühlluft wurde wie die für die Belüftung der Fahrgasträume über die Lufteinläufe über den Einstiegstüren angesaugt.

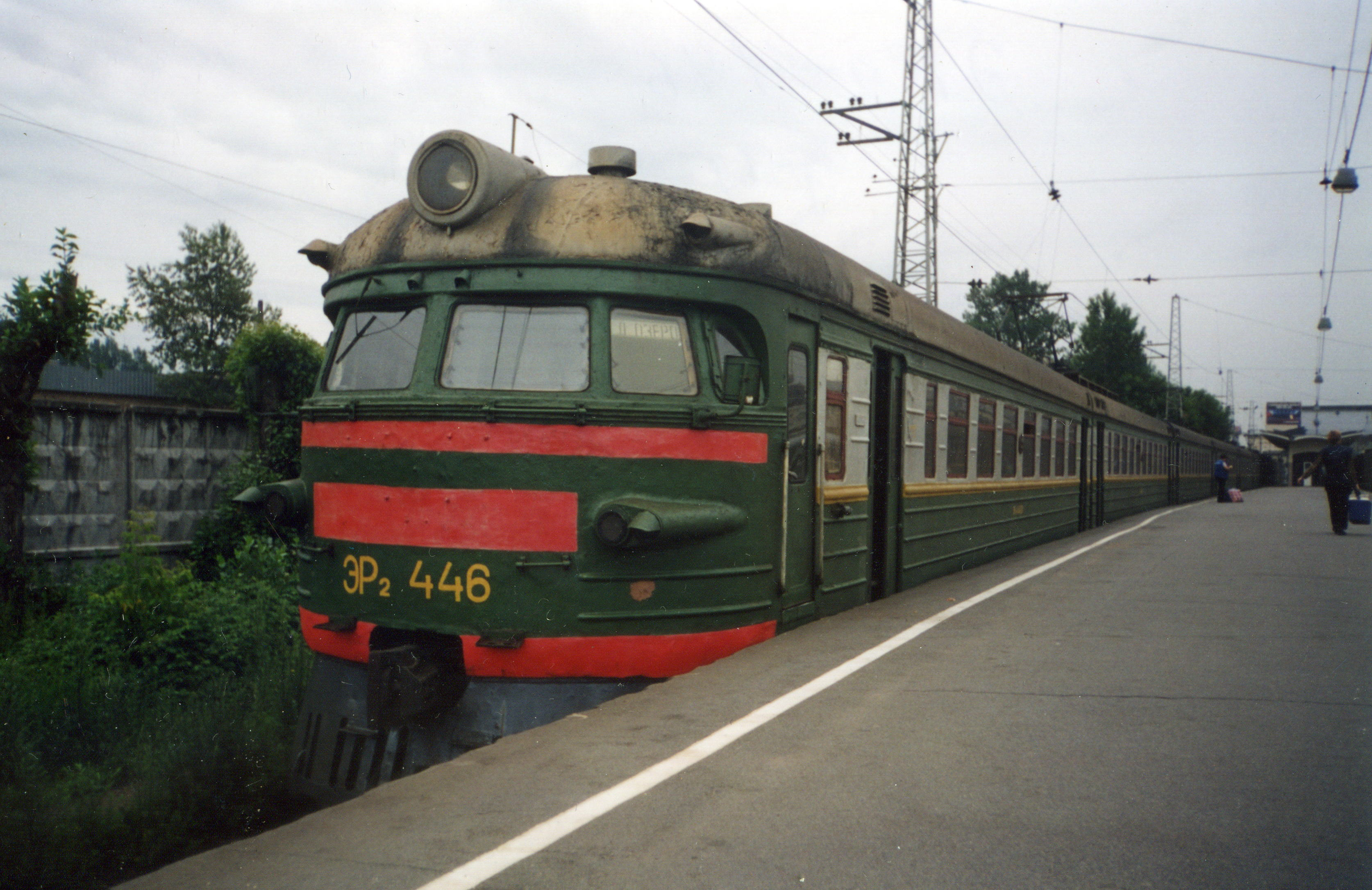
Ansicht des ЭР2-446, der erste Elektrozug mit den Fahrmotoren УРТ-110А

Zum Anfang der 1960er Jahre wurde die Methodik der Berechnung der Fahrmotoren geändert, das führte zu einer Vereinfachung der Fahrmotoren. Im Zusammenhang damit wurde bei den Rigaer Elektromaschinenwerken ein neuer Fahrmotor entwickelt, der die Bezeichnung УРТ-110А  (URT-110A, das bedeutet unifizierter Rigaer Traktionsfahrmotor) erhielt. Er besaß eine ähnliche Charakteristik wie ein ДК-106Б. Die Fahrmotoren УРТ-110А  wurden bei dem ЭР2 ab März 1964, beginnend beim Triebwagen 446 eingebaut. 1970 wurden die Fahrmotoren zum Typ УРТ-110Б modifiziert, welcher sich von der Vorgängerbauart УРТ-110А  durch die Form des Kollektors unterschied. Diese Fahrmotoren wurden ab Januar 1971 eingebaut, der erste Triebwagen erhielt die Ordnungsnummer 919. Die Hauptcharakteristik der Fahrmotoren ДК-106Б und УРТ-110 sind in der Tabelle angeführt (im Zähler bei den genannten Angaben Werte bei 100 % Erregung, im Nenner Werte bei 50 %).
| Bezeichnung Fahrmotor | Leistung, kW    | Leistung, kW  | Strom, A        | Strom, A      | Ankerdrehzahl, 1/min | Ankerdrehzahl, 1/min | maximale Umdrehung Ankerwelle 1/min | Masse, kg |
| Bezeichnung Fahrmotor | Stundenleistung | Dauerleistung | Stundenleistung | Dauerleistung | Stundenleistung      | Dauerleistung        | maximale Umdrehung Ankerwelle 1/min | Masse, kg |
| --------------------- | --------------- | ------------- | --------------- | ------------- | -------------------- | -------------------- | ----------------------------------- | --------- |
| ДК-106                | 187/200         | 145/160       | 136/146         | 105/115       | 830/1140             | 945/1320             | 2080                                | 2200      |
| УРТ-110               | 178/200         | 137/158       | 132/146         | 100/115       | 850/1145             | 952/1315             | 2080                                | 2150      |

#### Hochspannungsapparaturen
Für die Übertragung der elektrischen Energie von dem Fahrdraht zu den Ausrüstungen des elektrischen Zuges sorgten Scherenstromabnehmer. Diese besaßen einen pneumatischen Antrieb, der dafür sorgte, dass bei Unterschreitung eines bestimmten Luftdruckes in der Hauptluftbehälterleitung die Verbindung zum Fahrdraht unterbrochen wurde. Dabei sorgten Federn für das Senken des Stromabnehmers. Auf jedem Motorwagen wurde ein Stromabnehmer installiert, so dass im Fall einer Beschädigung des Stromabnehmers der Motorwagen in das Depot überstellt werden musste. Es war nicht möglich, eine Gruppe von Fahrmotoren bei Defekt abzuschalten, bei Defekt eines Fahrmotors musste der gesamte Motorwagen in der Einheit stromlos mitfahren.

##### Apparateschutz
Der Schutz der Traktionselektrofahrmotoren vor Kurzschluss wurde mit Hilfe schnellhandelnder Schalter durchgeführt, diese konnten die Fahrmotoren bei einem Strom in den Fahrmotoren von größer als 575 A in einer Zeit von 0,002 – 0,005 s abschalten. Ein Erdungsschutzrelais mit der Bezeichnung ДР (DR) verglich den Strom am Anfang und am Ende der Kraftkette, und schon bei einer geringen Differenz von etwa 40 A sorgte es für das Schließen des Schnellausschalters mit der Bezeichnung БВ (GW). Ein Relais mit der Bezeichnung РБ (RB) diente als Schleuderschutz bzw. Gleitschutz. Es öffnete, wenn sich Drehzahl eines Fahrmotors von den anderen abwich. Ein mechanisches Blockieren der Räder wurde durch eine Kupplung zwischen dem Traktionsfahrmotor und dem Getriebe verhindert. Ein Relais Überladung mit der Bezeichnung РП (RP) öffnete bei Überschreitung des Stromes in der Kette der Traktionsfahrmotoren größer als 265 A. Im Falle des Öffnens eines der beiden letztgenannten Relais wurde automatisch die Beschleunigung des Zuges herabgesetzt. Außerdem erschien im Pult des Maschinisten ein optisches Signal. Beim Anziehen des Relais mit der Bezeichnung РБ ertönte ein akustisches Warnsignal.
Für den Schutz der Triebfahrzeugführer vor elektrischen Schlägen besaßen alle Schränke und Kästen eine spezielle elektromechanische Sperre. Diese verhinderte ein Öffnen der Schränke bei angelegten Stromabnehmern. Andersherum konnte der Stromabnehmer nicht gehoben werden, wenn eines dieser Schränke und Kästen geöffnet war. Beginnend mit der Baureihe ЭР2-544 wurde ein Relais zum Blockieren des Dachaufstieges mit der Bezeichnung РБЛ (RBL) eingeführt. Dieses Relais blockierte das Herausziehen des Dachaufstieges, wenn der Stromabnehmer angelegt war. Alle automatischen Türen besaßen von Anfang an automatische Geber, wodurch der Maschinist erkennen konnte, ob alle automatischen Türen geschlossen sind.
Weiters war ein ein Spannungsprüfrelais mit der Bezeichnung РН (RN) vorhanden, welches öffnete, falls in der Hochspannungskette eine Spannung niedriger als 2400 V gemessen wurde. Ein Relais zum Schutz vor Überlastung des Generators und des Kompressors mit der Bezeichnung РПДиК (RPDuK), ein Relais zum Schutz vor Überladung der Heizung mit der Bezeichnung РПО (RPO) und automatische Schalter der Verwaltung mit der Bezeichnung АВУ (ABU) vervollständigten die Schutzeinrichtungen. Unterschritt der Luftdruck in der Hauptluftleitung einen bestimmten Wert, wurden automatisch die Traktionsfahrmotoren ab, der Zug konnte daher ohne Luftdruck nicht fahren.

##### Hilfsbetriebe

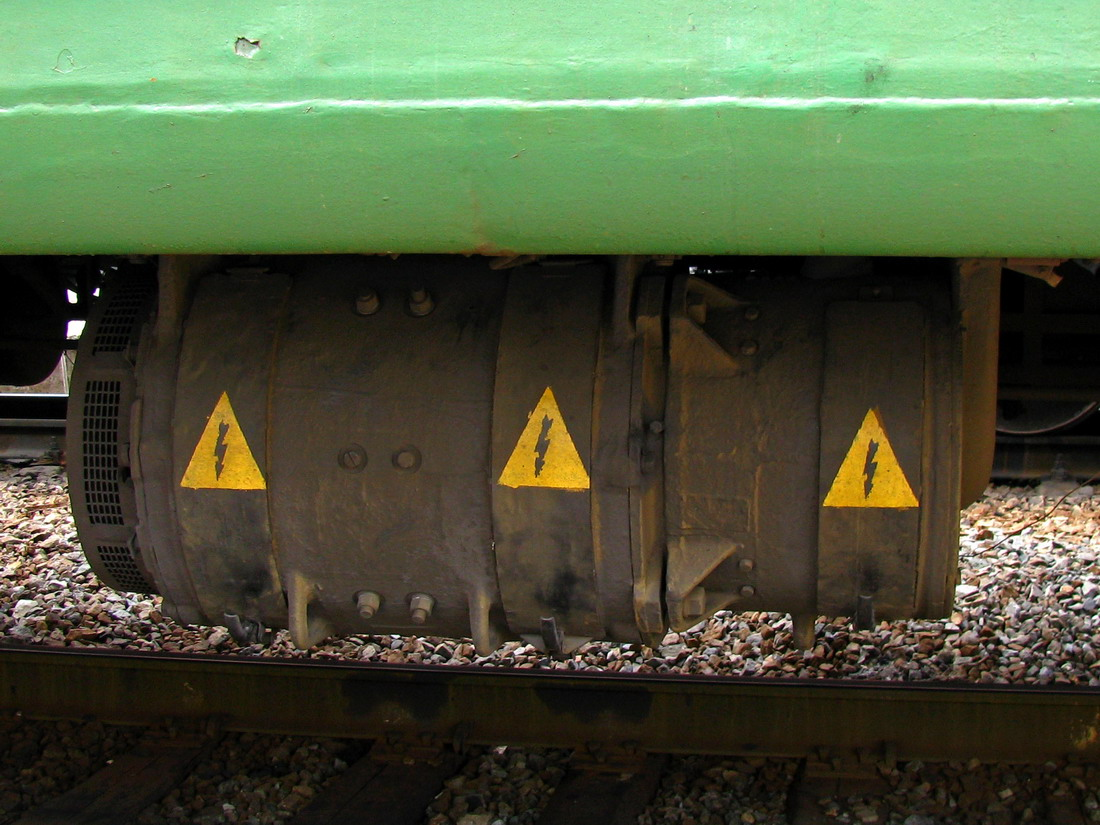
Spannungsteiler mit dem Generator ДК-604В

Unter den Bei- und Steuerwagen war ein Einankerumformer ДК-604В (DK-604W) eingebaut. Der Umformer wurde mit 3 kV von den Motorwagen versorgt. Der Generator für die Stromversorgung des Kompressors wurde mit 1,5 kV gespeist. Der Generator versorgte ebenfalls die Steuerleitung, deren nominelle Spannung 50 V betrug. Die Drehzahl des Umformers betrug 1000 min−1, der Dynamo hatte eine Leistung von 12 kW bei einem Strom von 5,3 A und der Generator eine Leistung von 10 kW bei einem Strom von 200 A. Die Masse des gesamten Umformers betrug 1200 kg. Bei nichtfunktionsfähigen Generator wurde die Steuerleitung von der Batterie, die sich in jedem Wagen des Zuges befand, versorgt. In jedem Beiwagen war ein Motorkompressor untergebracht, welcher von einem Motor mit der Bezeichnung ДК-405В (DK-405W) angetrieben wurde. Dieser Elektromotor mit Gleichspannungsversorgung hatte eine Leistung von 5 kW. Sein Arbeitsstrom betrug 4,65 A bei einer Spannung von bis zu 1500 V.

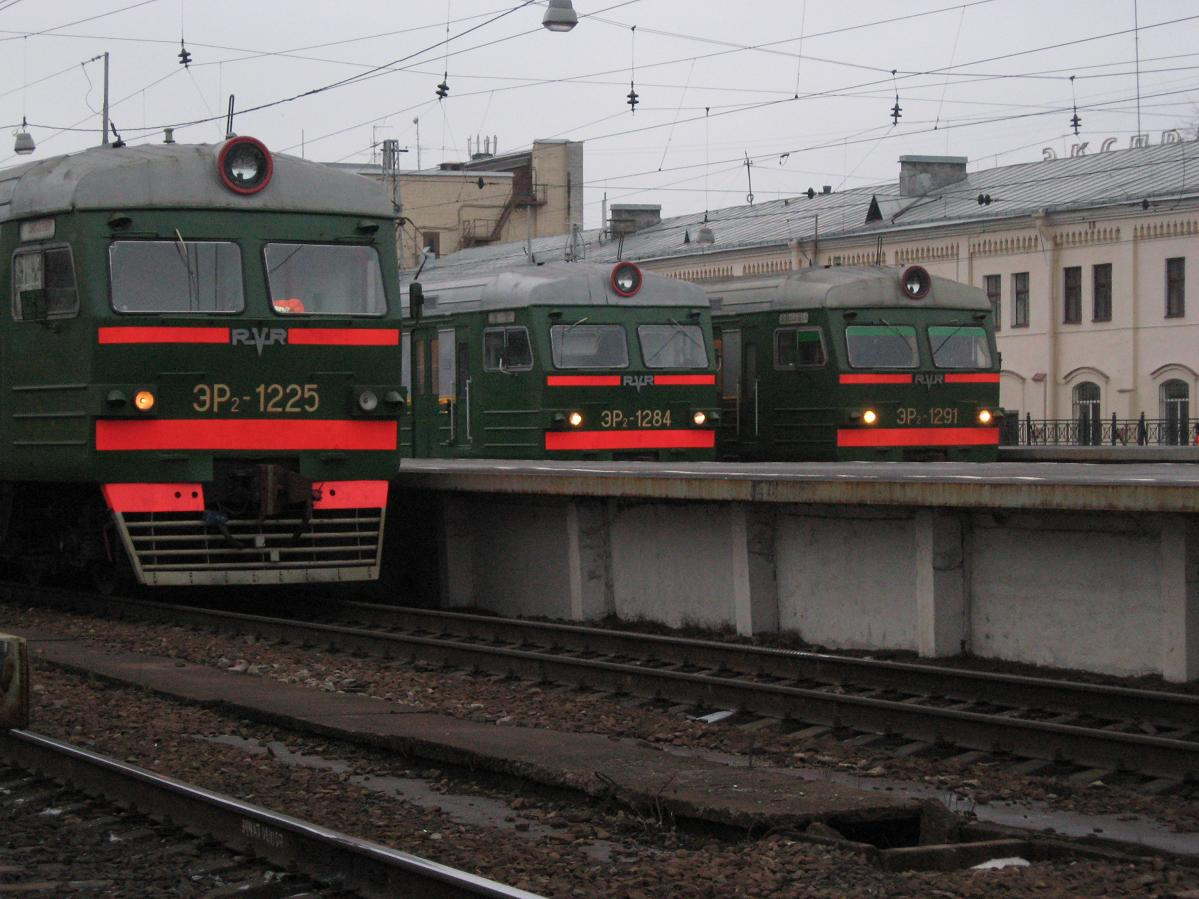
3 Triebwagen der Reihe ЭР2 mit geänderter Kopfform

Die Ventilatoren für die Belüftung des Fahrgastraums wurden von Elektromotoren vom Typ П-41 (P-41) angetrieben, deren Arbeitsspannung bei einer Nenndrehzahl von 1200/min 50 V betrug. Die Masse eines Motors betrug 78 kg. Ab den ЭР2-1028, als die Fahrzeuge mit einem neuen Führerstand ausgestattet wurden, diente dieser Motor als Antrieb des Ventilators der Heizung des Führerstands.

#### Pneumatische Ausrüstung
Verdichtete Luft wurde bei dem Elektrozug ЭР2 in vielen Systemen und mechanischen Einrichtungen verwendet. Besonders wurde sie im Bremssystem verwendet, beim Betätigen des Bremszylinders und weiterer Bremseinrichtungen des Zuges sowie für das Öffnen und Schließen der Türen. Es wurden einige elektrische Kontaktoren geschaltet (z. B. Stromabnehmer und Hauptschalter) und sie diente für das druckluftbetriebene Schallsignal. Erzeugt wurde die verdichtete Luft im Motorkompressor, dieser war unter den Bei- und manchmal unter den Steuerwagen untergebracht. Der Druck in der Hauptluftbehälterleitung betrug 6,5 bis 8 bar. In jedem Motorwagen war ein Hilfskompressor untergebracht. Dieser diente dazu, Druckluft für das Heben des Stromabnehmers bei entleerten Luftleitungen zu erzeugen. Bei früheren Elektrozügen besaß der Hilfskompressor die Möglichkeit einer Hand-Hilfsbedienung, später konnte dieser mit Speisung von der Akkubatterie elektrisch betrieben werden.
Die luftsteuernden Handlungen in der Kraftkette hatte zwei Vorteile, die Druckluft konnte bewegliche Teile der Kontaktoren bedienen, was besonders vorteilhaft war bei hohen Strömen und die Druckluftsteuerung konnte den Stromkreis des Generators entlasten. Außerdem war ausgeschlossen, dass der Zug mit ausgeschalteter Bremse und ungesteuerter Tür betrieben werden konnte.
Bremseinrichtung
Auf dem Elektrozug ЭР2 wurde verwendet eine Elektropneumatische Bremse, die als zweiseitige Klotzbremse ausgebildet war. Bei den Beiwagen war ein Bremszylinder mit einem Durchmesser von 14" eingerichtet, der über ein Hebelgestänge alle 16 Bremsklötze (zwei pro Rad) bediente. Bei den Motorwagen waren vier Bremszylinder eingerichtet, von denen waren je zwei in den Drehgestellen untergebracht. Dieses Schema der Bremsausrüstung wurde verwendet, um eine maximale Vereinheitlichung mit dem gleichzeitig entstandenen ЭР9 zu erhalten. Außerdem wurde durch das Hebelsystem die Bremsausrüstung vereinfacht. Die Speisung der Bremse wurde aus der Bremsmagistrale verwirklicht, die gespeist wurde aus Druckluftverteilern (einem im Beiwagen und zwei im Motorwagen) sowie dem Führerbremsventil. Der Arbeitsdruck in der Hauptluftleitung betrug 4,5 – 5,5 bar. In den Abteilen der Reisenden, den Führerständen sowie den Vorräumen waren Notbremshähne untergebracht.

#### Ausrüstungen, aufgestellt bei Modernisierungen

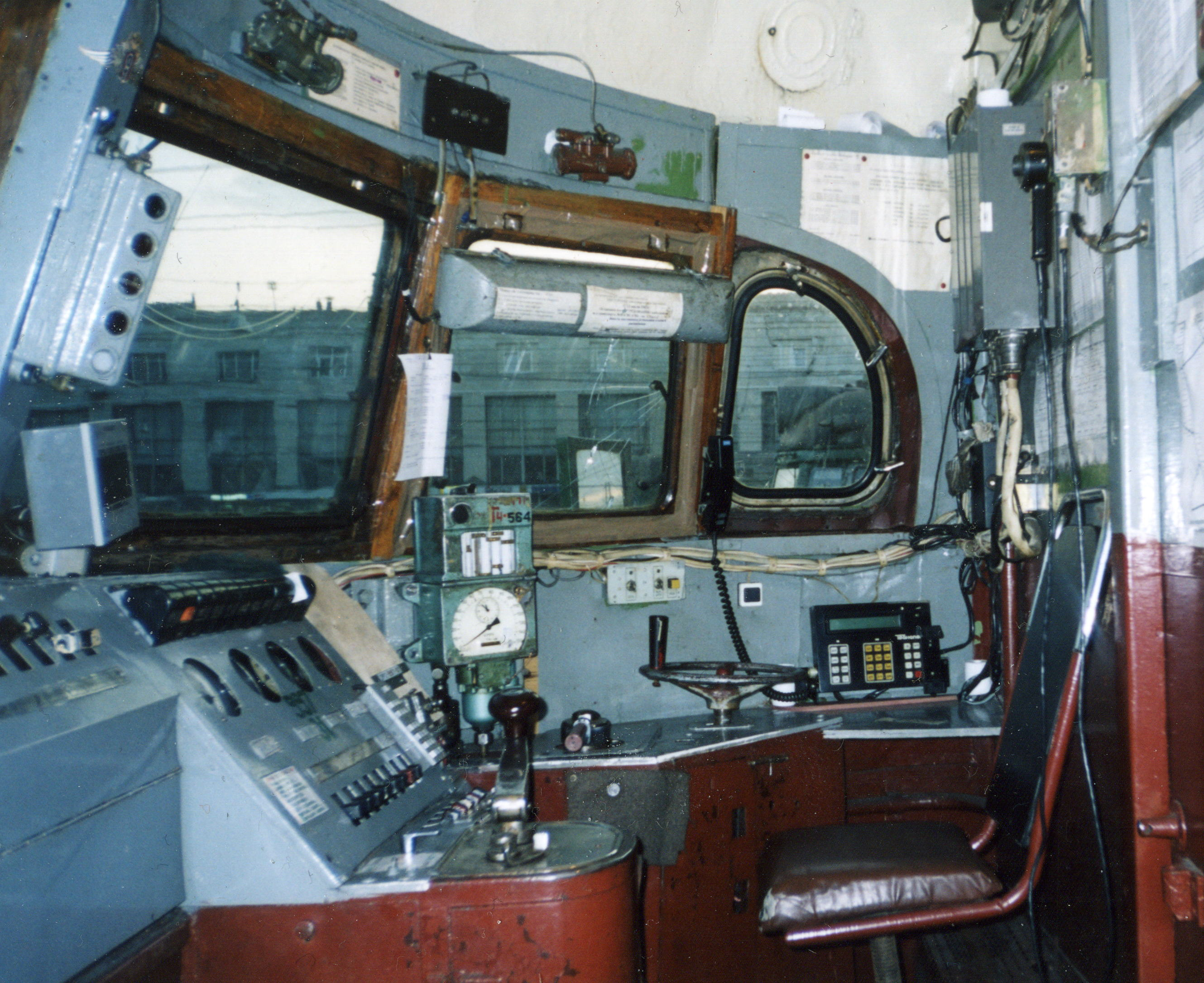
Führerstand des ЭР2 bis Nr. 1027 mit dem System АЛСН, einem mechanischen Geschwindigkeitsmesser und gleichfalls mit САВПЭ

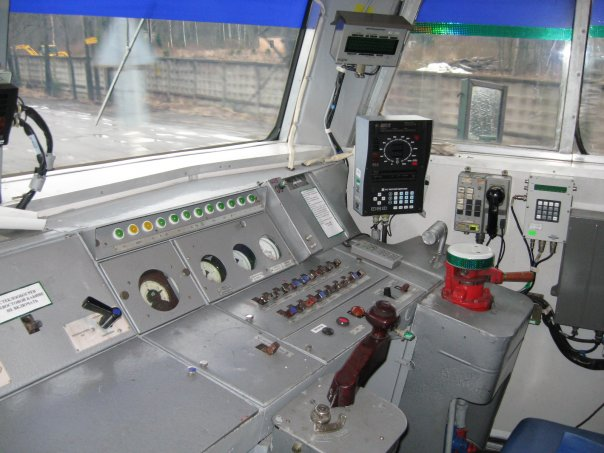
Führerstand des ЭР2 ab Nr. 1028. Anstatt dem System АЛСН und dem mechanischen Geschwindigkeitsmesser wurde das System КЛУБ installiert. Gleichfalls ist РПДА vorhanden

In der zweiten Hälfte der 1990er Jahre wurde der ЭР2 mit verschiedenen Einrichtungen und Systemen nachgerichtet. Früher hatten sie ein System der Brandsignalisierung mit der Bezeichnung ПРИЗ (PRIS). Dieses System schloss zwei Blöcke der Verwaltung mit ein, Rauchgeber und Feuermelder, die in der gesamten Einheit untergebracht waren, gleichfalls gab es spezielle Kontrollblöcke (einen pro Wagen). Im Fall des Ansprechens einer dieser Geber erhielt der Maschinist im Führerstand ein Schallsignal über Feuer, außerdem wurde die Nummer des betreffenden Wagens mit angezeigt. Das System der Brandsignalisation wurde ergänzt durch Systeme der Brandbekämpfung in Form von Feuerlöschern. Außerdem erhielt der Zug zum Ende der 1990er Jahre die Ausrüstung mit einem System der automatischen Zuständigkeit mit der Bezeichnung САВПЭ (SAWPE). Dieses System, das so ähnlich wie das System CIR-ELKE in Deutschland funktioniert, erlaubte die automatische Zuständigkeit des Elektrozuges bei minimaler Teilnahme des Maschinisten zu verwirklichen. Es erlaubte die rationelle Verwaltung von Energie während der Fahrt. Es ermöglichte verschiedene Sprechmitteilungen für den Maschinisten zur Information der Reisenden. Das System hatte aber eine Reihe von Programmfehlern, die sich hauptsächlich in fehlerhaften Informationen bei größerer Entfernung zeigten. Oft diese Systeme ergänzten РПДА (RPDA). Dieses System stellte ein System der Registrierung dar, welches auf elektronischen Karten folgende Informationen aufschreiben konnte:
- Nummer des Zuges und der Einheit,
- Parameter der Bewegung (Zeit, Geschwindigkeit, zurückgelegte Entfernung)
- Anzeige der Lokomotivsignalisierung
- Strom eines jeden Motorwagens (nur bei Motorwagen, die mit speziellen Stromgebern ausgerüstet waren)
- Ansprechen des БВ, von elektropneumatischen Ventilen (z. B. bei Schnellbremsung) und gleichfalls Informationen, wie viel Mal und wann die Heizung eines Wagens eingeschaltet war.
- Einschluss des Systems САВПЭ.

Gleichfalls war der Elektrozug mit allen anderen Ausrüstungen für den Betrieb ausgerüstet, mit Geschwindigkeitsmesser, automatischer Geschwindigkeitssignalisierung, in der Hauptsache АЛСН (ALSN). Von der Mitte der 2000er Jahre wurde dieses System durch das System КЛУБ ersetzt und gleichzeitig durch Einrichtungen des Radiofunks.

## Betrieb des Elektrozuges ЭР2

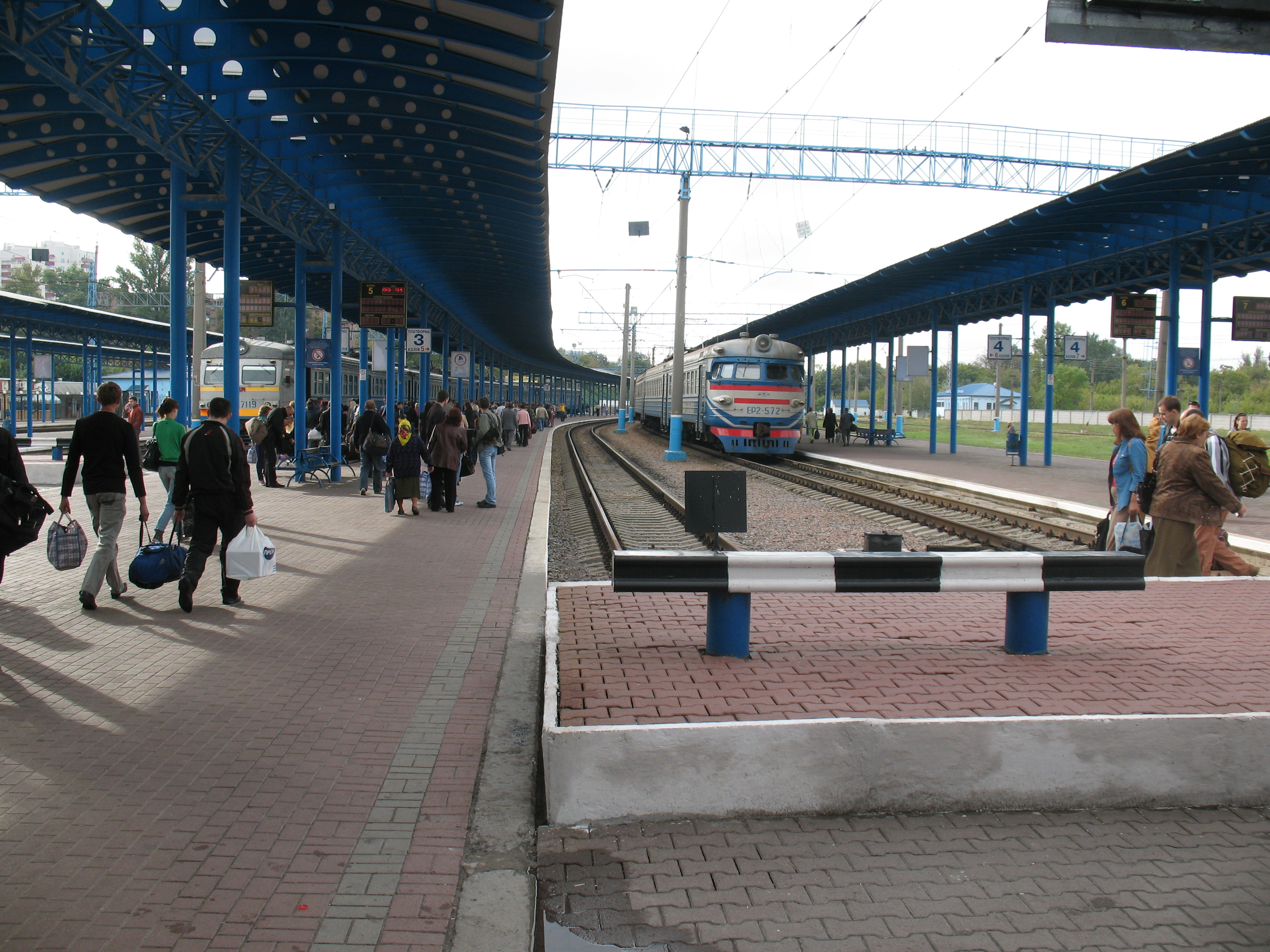
Elektrozüge ЭР2 und ЭР2T in der Station Lewada

Anfangs wurden die Elektrozüge ЭР1 auf den Eisenbahnknoten in Moskau, Leningrad und Kiew eingesetzt. Dorthin wurden die ersten Fahrzeuge der Reihe ЭР2 gegeben. Diese Fahrzeuge waren im Gegensatz zu den ЭР1 für hohe und tiefe Bahnsteige konstruiert. Gleichzeitig wurden sie verwendet für eine Reihe von Nebenverbindungen, wo sie eine Reihe älterer Triebwagen der Reihe C ersetzten. Das brachte eine bedeutende Erhöhung der Reisegeschwindigkeit der Züge. Zur Mitte der 1960er Jahre arbeiteten die Züge schon auf folgenden Vorortverbindungen der Städte von Irkutsk, Samara, Kurgan, Omsk, Nowosibirsk, Tula, Tscheljabinsk, sie fuhren in der Region Krasnodar, der Region Stawropol, außerdem in Georgien, Lettland und der Ukraine. Ihre Wege führten bis an die Schwarzmeerküste in Abchasien, Adscharien auf der Krim.
Als die Auslieferung der Elektrozüge mit der geänderten Kopfform begann (ab der Inventarnummer 1028), wurden die Fahrzeuge zeitgemäßer und wurden hauptsächlich in den Gebieten um Moskau und Leningrad eingesetzt. So wurden die Fahrzeuge 1980 für den Transport bei den Olympischen Sommerspielen 1980 verwendet. Zum 1. Januar 1976 wurden auf den Eisenbahnen der SŽD 2929 verschiedene Zweiwaggon-Sektionen gezählt, diese waren verteilt auf folgenden Eisenbahngesellschaften:
- die Eisenbahn der Aserbaidschanischen Sozialistischen Sowjetrepublik besaß zwölf Sektionen (dazu noch vier verschiedene Kopfsektionen und eine Mittelsektion),
- die Turkestan-Sibirische Eisenbahn besaß 359 Sektionen, dazu noch zwölf zusätzliche Waggons als Kopf- oder Zwischenwagen
- die Eisenbahn um Nischni Nowgorod besaß zehn Sektionen,
- die Transkaukasische Eisenbahn besaß 144 Sektionen, dazu vier verschiedene Kopfsektionen
- die Eisenbahnen um Kuibyschew besaß 288 Sektionen, dazu drei mittlere Sektionen
- die Eisenbahnen um Lwiw besaßen zwölf Sektionen, dazu zwei Kopfsektionen
- die Moskowskaja schelesnaja doroga besaß 803 Sektionen, dazu vier verschiedene Kopfsektionen, 51 verschiedene Mittelsektionen und sieben Paar Wagen (Steuer- und Motorwagen)
- die Oktoberbahn besaß 610 Sektionen, dazu acht verschiedene Mittelsektionen und zwei verschiedene Waggons (Steuer- und Motorwagen)
- die Eisenbahn im Baltikum besaßen 189 Sektionen, dazu sieben verschiedene Waggons (Steuer- und Motorwagen)
- die Eisenbahn um Priwolschsk besaßen 63 Sektionen, dazu vier verschiedene Waggons (Steuer- und Motorwagen)
- die Sewero-Kawkasskaja schelesnaja doroga besaßen 32 Sektionen
- die Eisenbahn in Mittelasien besaßen 23 Sektionen, dazu zwei verschiedene mittlere Sektionen und ein paar verschiedene Waggons (Steuer- und Motorwagen)
- die Южная железная дорога besaß 257 Sektionen
- die Eisenbahn im Südural besaßen 127 Sektionen, dazu drei verschiedene mittlere Sektionen und sechs Paar verschiedene Waggons (Steuer- und Motorwagen)

Zum Vergleich, zu der Zeit wurden bei den SŽD 613 dreiteilige Elektrosektionen der Bezeichnung Sr3, 1294 zweiteilige Sektionen der Serie ЭР1, 1728 Sektionen der Serie ЭР9 und 268 Sektionen der Serie ЭР22 gezählt. In diesem Zusammenhang konnte gesagt werden, dass die Reihe ЭР2 auf 2/5 des gesamten Parks sowjetischer Elektrotriebzüge kam.
Doch schon zum Anfang der 1970er Jahre kam es zu ersten Ausmusterungen von Fahrzeugen der Serie ЭР2. 1984 begann bei den Rīgas Vagonbūves Rūpnīca die Auslieferung von Elektrotriebwagen für Gleichstrom mit Widerstandsbremse mit der Bezeichnung ЭР2P (ER2R) und später ЭР2T (ER2T). Diese Elektrozüge besaßen leistungsstärkere Traktionsfahrmotoren, und die Widerstandsbremse ermöglichte den Energieverbrauch zu verringern. Sie ersetzten die ЭР2 auf vielen Schnellfahrverbindungen (z. B. Moskau – Leningrad). 1993 begann die Auslieferung der Elektrotriebzüge ЭТ2 der Waggonfabrik Torschok sowie der Elektrotriebzüge ЭД2Т bei der Maschinenfabrik Demichowo. Die Triebwagen der Reihe ЭР2 wurden allmählich auf Linien mit nebensächlichem Charakter versetzt oder sie wurden an andere Eisenbahngesellschaften als Ersatz für die SŽD-Baureihe ЭР1 verwendet, oder sie wurden ausgemustert. Schon im Februar 2007 wurde der letzte Triebwagen mit runder Kopfform bei den Moskowskaja schelesnaja doroga ausgemustert. Es war der ЭР2.1017. Viele Steuerwagen wurden für den Zug mit dem Namen Sputnik verwendet. 2009 wurde auf der Oktoberbahn der ЭР2.1028 ausgemustert - der erste ЭР2 mit geänderter Kabine. 2010 wurde bei den Moskowskaja schelesnaja doroga der ЭР2.1212 mit Fensterrahmen aus Aluminium, weichen Sitzen und Gummiwülsten zwischen den Waggons ausgemustert. Eine besondere Rolle im Schicksal des ЭР2 spielte die Elektrifizierung der Eisenbahnen mit Wechselstrom. So hörten unter diesen Bedingungen die ЭР2 auf zu arbeiten auf der Turkestan-Sibirische Eisenbahn, bei den Eisenbahnen um Priwolschsk und den Eisenbahnen um Nischni Nowgorod. Nur wurden die ЭР2 trotzdem noch im aktiven Betrieb weitergeführt. In vielen Werken erhielten die Züge noch einige Hauptinstandsetzungen, nach denen verlängerte sich die Frist ihres Einsatzes. Es wurde auf diese Weise sogar noch die Frist von Wagen, die 1962 gebaut wurden, fortgesetzt (z. B. ЭР2.304 und ЭР2.339). Oft wurden bei diesen Kapitalausbesserungen bei den Triebzügen die Kabinen getauscht und bekamen nicht selten neue Bezeichnungen zuerkannt (ЭС2 (ES2) oder ЭМ4 (EM4)). Vom Dokument her wurden die Fahrzeuge als neue Fahrzeuge geführt. Diese Fahrzeuge wurden auf vielen bekannten Verbindungen eingesetzt, z. B. die ЭМ4 wurden als Sputnik auf der Linie Moskau – Mytischtschi verwendet.
Zum Anfang des Jahres 2009 waren auf den Eisenbahnen des nachsowjetischem Raumes noch 2834 Sektionen des ЭР2 gezählt, welche auf folgenden Eisenbahnen verteilt waren:
- bei den Eisenbahnen in Abchasien gab es mit dem ЭР2.383 noch zwei Sektionen,
- bei den Eisenbahnen in Aserbaidschan gab es zwölf Sektionen, dazu vier verschiedene Kopf- und eine mittlere Sektion und vier verschiedene Waggons,
- bei den Eisenbahnen in Georgien gab es 130 Sektionen, dazu drei verschiedene Kopf- und drei verschiedene Mittelsektionen,
- bei den Donezka Salisnyzja gab es 15 Sektionen,
- bei den Turkestan-Sibirische Eisenbahn gab es 278 Sektionen, dazu zwei verschiedene Kopf- und vier verschiedene Mittelsektionen und zehn Paar unterschiedliche Waggons,
- bei den Eisenbahnen um Kaliningrad gab es 30 Sektionen, dazu drei verschiedene Mittelsektionen,
- bei den Eisenbahnen um Kuibyschew gab es 216 Sektionen, dazu sechs verschiedene Mittelsektionen und sechs Waggons,
- bei den Eisenbahnen in Lettland gab es 37 Sektionen, dazu zwei verschiedene Kopf-, zehn verschiedene Mittelsektionen und sieben Waggons,
- bei den Eisenbahnen um Lwiw gab es 76 Sektionen, dazu sechs verschiedene Kopf- und eine Mittelsektion,
- bei den Moskowskaja schelesnaja doroga gab es 1066 Sektionen, dazu elf verschiedene Kopf- und 46 verschiedene Mittelsektionen,
- bei der Oktoberbahn gab es 368 Sektionen, dazu neun verschiedene Mittelsektionen,
- bei den Eisenbahnen im Oblast Dnipropetrowsk gab es 31 Sektionen, dazu eine Mittelsektion und zwei verschiedene Waggons,
- bei den Eisenbahnen um Swerdlowsk gab es 147 Sektionen, dazu zwei Kopf-, zwei Mittelsektionen und zwei Waggons,
- im nördlichen Abschnitt der RŽD gab es 16 Sektionen, dazu zwei verschiedene Mittelsektionen,
- bei den Sewero-Kawkasskaja schelesnaja doroga gab es 21 Sektionen, dazu drei verschiedene Mittelsektionen,
- bei den Eisenbahnen in Usbekistan gab es elf Sektionen, dazu drei verschiedene Mittelsektionen,
- bei den Eisenbahnen in Estland gab es 20 Sektionen,
- im Südostteil der RŽD gab es 24 Sektionen, dazu eine mittlere Sektion,
- bei der Piwdenna Salisnyzja gab es 134 Sektionen, dazu fünf verschiedene Kopf-, zwei verschiedene Mittelsektionen und zwei Paar Waggons,
- bei den Harawkowkasjan Jerkatughi gab es 79 Sektionen, dazu vier verschiedene Kopfsektionen,
- bei den Eisenbahnen im Südural gab es 83 Sektionen, dazu drei verschiedene Mittelsektionen und fünf verschiedene Waggons.

Zum Vergleich, in diesem Moment wurden auf den Eisenbahnen der ehemaligen UdSSR noch 2290 Elektrotriebzüge der Reihen ЭР9 aller Ausführungen, 1639 Sektionen der ЭР2P und ЭР2T, 628 Sektionen der ЭТ2 aller Ausführungen, 51 Sektionen der ЭД2, 1237 Sektionen der ЭД4 und 921 Sektionen der ЭД9 gezählt. Die ЭР2 waren zu dieser Zeit die zahlenmäßig drittstärkste Reihe im Park der Elektrozüge der Eisenbahnen im nachsowjetischen Raum.
Gleichfalls wurden einige ЭР2 als Exponate in Eisenbahnmuseen gegeben. So befindet sich im Eisenbahnmuseum Riga eine Kopfsektion von dem ЭР2.397, im Eisenbahnmuseum von Nowosibirsk befindet sich eine Kopfsektion von dem ЭР2.673, im Museum der Oktoberbahn befindet sich ein Steuerwagen von dem ЭР2.963, und im Eisenbahnmuseum von Taschkent befindet sich ein Elektrozug mit Steuerwagen von dem ЭР2.1045 und ЭР2.1270.

## Experimente mit dem Elektrozug ЭР2
Die relativ einfache Konstruktion des Elektrozuges ЭР2 und seine massenhafte Produktion führten dazu, dass an den Fahrzeugen dieser Serie weitere Versuche durchgeführt wurden. Früher betrafen sie alle das System der Steuerung und speziell des Anfahrens, wo viel Energie verloren ging. Gleichfalls betrafen sie Systeme der automatischen Steuerung автомашинисты (Automaschinist). 1963 wurde mit diesem System zum ersten Mal der Elektrozug ЭР2.413 ausgeliefert, welcher die geänderte Bezeichnung ЭР2a (Projektbezeichnung ЭР3) erhielt. Vom Herstellerwerk wurde er in das Depot Moskau-Oktober abgegeben. Im Alltagsbetrieb zeigten sich mit der Zeit viele Konstruktionsfehler, deshalb wurde das System wieder entfernt, und der Zug wurde 1979 in das Depot Leningrad Finnischer Bahnhof, später in das Depot Leningrad Baltischer Bahnhof abgegeben.
An Experimenten folgte der ЭР2.906, bei dem 1975 ein automatisches System mit dem Namen Автомашинист АМ-ЦНИИ (Automaschinist AM-ZNII) nachgerüstet wurde. Der Elektrozug wurde für den Versuchsbetrieb an das Depot Moskau-Oktober abgegeben. Bei diesem System zeigten sich im Alltagsbetrieb einige Konstruktionsfehler, so dass es wieder entfernt wurde, und der Zug wurde 1980 an das Depot Leningrad Moskauer Bahnhof und später an das Depot Leningrad Baltischer Bahnhof abgegeben. In der 2. Hälfte der 1990er Jahre wurden bei den Elektrozügen der Reihe ЭР2 Automatik-Systeme vom Typ САВПЭ-M (SAWPE-M) und später САВПЭ-U (SAWPE-U) installiert. Doch auf Grund einiger technischer Mängel (hauptsächlich im Zusammenhang mit der Bremse und der Wahl der Steuerung) wollten die Maschinisten dieses System nur für untergeordnete Dienste verwenden wie Signalisierung von Geschwindigkeitsbegrenzungen und Informationen über unplanmäßige Halte für die Reisenden.
Bei einigen ЭР2 gab es verschiedene Konstruktionsänderungen, z. B. von Gummielementen bei den Kupplungen im Antrieb. 1966 wurde der Elektrozug ЭР2b.596 ausgeliefert, er besaß ein kontaktloses Steuerungssystem der elektropneumatischen Ventile des Kraftumschalters. Außerdem wurden bei dem Zug eine andere Beleuchtung des Passagierabteils gewählt, und gleichfalls wurden elektronische Relais verwendet, die sich gegenüber den elektromagnetischen der Ursprungsausführung durch größere Genauigkeit auszeichneten. Dadurch konnte ein größerer Schutz für die Traktionselektrofahrmotoren erzielt werden. Da sich durch die elektronischen Relais die elektrische Einrichtung wesentlich komplizierter gestaltete, wurden weitere Versuche unterlassen. Eingesetzt wurde der Triebzug in einem Depot der Eisenbahnen in Lettland. 1972 wurden 6 seiner 10 Wagen nach Leningrad weitergegeben, wo sie für den Versuch des Fahrdraht-Akkumulatoren-Triebzuges verwendet wurden.

## Elektrozug ЭР2 mit Thyristorsteuerung
Die Steuerung der Elektrozüge war durch die Anwendung mit Widerständen recht einfach, nur nicht ökonomisch, da durch die Widerstände eine große Menge elektrischer Energie durch Wärme verloren geht. Durch die Charakteristik der Vorortzüge mit dem oftmaligen Anhalten und Anfahren (etwa aller 3 bis 5 Minuten) war der Verbesserungsbedarf hier durchaus akut. Außerdem fand für Elektrozügen zu dieser Zeit ein Umdenken in Sachen Steuerung der Fahrzeuge auf Thyristorsteuerung mit dem Ersatz des statischen Widerstands durch Thyristoren statt. Das erlaubte nicht nur die Energieverluste zu senken, sondern auch die Beschleunigung der Züge zu erhöhen (die Größe der fließenden Regulierung der Spannung beim Eingang am Traktionsfahrmotor wurde erhöht). Außerdem erhöhte sich durch die Anwendung von Thyristoren die Zuverlässigkeit des Schaltwerkes; das war besonders bei den Elektrozügen im dezentralen Einsatz wichtig.

### Elektrozug ЭР2Imit Impuls-Zwischenregulierung
Es wurde entschieden, die Arbeiten für eine neue Steuerung mit der Erprobung von Systemen mit Impuls-Zwischenstufen-Regulierung zu beginnen. Bei diesem System wurde die Regulierung der Elektrofahrmotoren durch eine Zahl pulsierender Widerstände durchgeführt, nur schalteten sie nicht mit Hilfe von Kontaktoren, sondern mit Hilfe eingerichteter Thyristoren. Über dieses Schema wurde in dem Depot Zasulauks der Eisenbahnen in Lettland der Motorwagen ЭР2.44808 ausgerüstet. Bei diesem wie auf weiteren Elektrowagen wurde die Thyristorsteuerung nicht nur für die Regulierung des Pulswiderstands angewendet, sondern auch für die Schwächung der Anregung der Traktionselektrofahrmotoren (Zeichnung nach dem elektrischen Schema NR. ОТР-354-293 der Rigaer Elektromaschinenwerke.) Dem Motorwagen wurde der Steuerwagen Nr. 837 hinzugegeben, und die gesamte Sektion erhielt die Bezeichnung ЭР2I (mit Impulsregulierung). Von den Serienfahrzeugen wurden nur einige Elemente der Steuerung übernommen. Der Versuchszug wurde auf einem Abschnitt der Eisenbahnen in Lettland verwendet, im Einsatz wurde seine Arbeitsfähigkeit bestätigt. Von 1971 an wurden noch einmal einige Arbeiten am Wandler bei einem Elektrozug der Bezeichnung ЭР22 erprobt, und daraufhin wurde er bei dem Schnellfahrzug ЭР200 verwendet (gebaut von 1974 an). Letztendlich gingen die Versuche der Reihe dann in die Fahrzeuge der Serie ЭР2T ein.

### Elektrozug ЭР2Tmit Breit-Frequenz-Wandler
Weitere Entwicklungen des Schemas mit Thyristorsteuerung wurde in Form der kontaktlosen Impulssteuerung durchgeführt. In den Hauptsystemen des Wandlers wurde die Breitfrequenz ausgewählt, sie vereinigte den Breitimpuls und den Frequenzimpuls. Hier waren die Fahrmotoren ständig in Parallelschaltung mit den 2 in Reihe verbundenen Fahrmotoren des Drehgestelles verbunden. Bei diesem System erhöhte sich die Spannung am Ausgang des Wandlers zum Anfang der Inbetriebsetzung (etwa 1 s) mit der Zahl der Impulse von 150 Hz bis 400 Hz bis zum Wert von 600 V, danach stabilisierte sich die Frequenz des Impulses auf den Wert 400 Hz. Eine weitere Erhöhung der Spannung am Ausgang des Wandlers wurde mit der Dauer der Erhöhung der Impulse verwirklicht. Betrug die Ausgangsspannung etwa 92 % der Fahrdrahtspannung, wurde ein spezieller Schalter ПК-306Т (PK-306T) geschaltet, dadurch waren die Elektrofahrmotoren direkt am Fahrdraht angeschlossen.
Versuche nach diesem Schema wurden schon in der Zeit von 1967 bis 1970 bei den Eisenbahnen in Lettland an Triebwagen der Reihe C durchgeführt. Jetzt stand aber die Entwicklung von schnelleren und leistungsstärkeren Fahrzeugen an. In dem Depot Zasulauks der Eisenbahnen in Lettland wurden 1970 bei einem 8-Wagen-Zug mit den Steuerwagen ЭР2 Nr. 830 und 832 bei den beiden Motorwagen die Steuerung durch Widerstände durch Impuls-Thyristor - Steuerung ersetzt. Danach wurde der gesamte Elektrozug überarbeitet und von September desselben Jahres an mit anderen Elektrozügen auf gemeinsamen Strecken und im Alltagsbetrieb getestet. 1971 wurden die übrigen beiden Motorwagen des Elektrozuges auf Thyristorsteuerung umgestellt, und der gesamte Elektrozug erhielt daraufhin die Bezeichnung ЭР2T. Für die Ansammlung von Erfahrungen wurde noch ein Elektrozug mit der Inventarnummer 639 auf die genannte Steuerung umgestellt und erhielt ebenfalls die Bezeichnung ЭР2T. Im Unterschied zu den Elektrotriebwagen mit der Inventarnummer 830 wurde hier der Wandler seitlich eingebaut. Weiter wurden die Elektrozüge der früheren Wandlersteuerung ebenfalls auf Breit-Frequenz-Wandler umgerüstet.
Im Jahr 1973 wurden von dem Allrussischen Forschungsinstitut für Schienenverkehr und den Eisenbahnen in Lettland Vergleichsversuche der Kraft-Energie-Charakteristik der Elektrozüge ЭР2 und ЭР2T durchgeführt. Die Vergleiche zeigten zwar eine bedeutende Erschwerung der Konstruktionsarbeiten und brachten eine wesentliche Energieeinsparung. Auf einem Abschnitt von 3 km Länge bei Geschwindigkeiten von 56 bis 68 km/h betrug die Einsparung 9,8 – 12,8 % gegenüber dem Energieverbrauch des originalen ЭР2. Im Regelbetrieb war die Wirtschaftlichkeit der Fahrzeuge mit Breit-Frequenz-Wandler noch besser.

### Elektrozug ЭР2I.559 mit Frequenz-Impuls-Wandler
Während bei den Eisenbahnen in Lettland die Einführung des Breit-Frequenz-Wandlers empfohlen wurde, wurde im Moskauer Energieinstitut einen anderen Weg gewählt. Auf dem Lehrstuhl Elektrischer Transport wurden die Arbeiten über die Anwendung von Frequenz-Impulswandlern bei den Elektrozügen begonnen. Mitarbeiter dieses Lehrstuhles erarbeiteten ein Frequenz-Impulswandler für die Anwendung des Elektrozuges ЭР2. Auf der Grundlage dieses Projektes wurden im Ausbesserungswerk Moskau sechs Fahrzeuge (drei Motorwagen, zwei Steuerwagen und ein Zwischenwagen) von den zehn Wagen des Elektrozuges ЭР2.559 umgebaut, diese Fahrzeuge erhielten die Bezeichnung ЭР2I in Zweitbesetzung. Identisch waren die Fahrzeuge nicht mit denen, die die Ausrüstungen von den Rigaer Elektromaschinenwerken erhielten. Der Elektrozug wurde an das Depot Moskau-2 übergeben (in der Richtung Jaroslawl). Am 25. August 1970 verrichtete er seine erste Fahrt auf der Relation Moskau–Alexandrow.
Im Unterschied zu den Fahrmotoren mit Breit-Frequenz-Wandler waren bei dem Fahrzeug die Traktions-Elektrofahrmotoren ständig an den Wandler angeschlossen. Dadurch wurde eine Leistungssteigerung der Traktions-Elektrofahrmotoren um 10 % bei einem Spannungsanstieg von 1500 V auf 1650 V erreicht. Die Regulierung der Spannung geschah vollkommen fließend, und die Widerstandsbremse konnte praktisch bis zum Stillstand der Fahrzeuge verwendet werden, und das ohne spezielle Einrichtungen für die Anregung der Fahrmotoren. Der Wandler wurde als Gegenleistung für diese Vorzüge besonders schwer. Der Motorwagen mit dem Frequenz-Impuls-Wandler wog 58,1 t, mit dem Breit-Frequenz-Wandler wog er 54,8 t und der gewöhnliche ЭР2 wog lediglich 54,6 t.
In der Zeit von 1971 bis 1973 verrichtete der Elektrozug periodische Versuchsfahrten, bei denen die Arbeit der Elektroausrüstung überprüft wurde, und das auch mit Verwendung der Widerstandsbremse. Doch bald hörte das Moskauer Institut mit der Erprobung der Fahrzeuge auf. Das hatte den Hintergrund, dass der ЭР2.559 lediglich Modell für die Arbeitsfähigkeit des Frequenz-Impuls-Wandlers war. Das System sollte ausgenützt werden für die Anwendung bei dem ЭР2B (ЭР2W), für die Arbeit unter Spannungen bei 6000 V. Der Elektrozug ЭР2I.559 wurde in den Moskauer Eisenbahnknoten umgesetzt und verkehrte dort bis 1999, danach war er aus dem Inventarlisten ausgeschlossen und später verschrottet. Zwei Wagen des Zuges mit den Inventarnummern 55905 bis 55908 arbeiteten ursprünglich auf dem Abschnitt um Alexandrow des Großen Moskauer Eisenbahnringes, 1978 wurden sie auf die Oktoberbahn in das Depot Leningrad Finnischer Bahnhof gegeben. Die Wagen mit den Inventarnummern 55905 und 55906 arbeiteten im Verband des Elektrozuges ЭР2.668, und die Wagen mit den Inventarnummern 55907 und 55908 in der Einheit ЭР2.649. 2007 wurden beide Elektrozüge aus dem Inventar ausgeschlossen.

## Elektrozüge, geschaffen auf der Basis des ЭР2
So wie auf der Basis des Elektrozuges ЭP1 eine Serie von Elektrozügen geschaffen wurden, so geschah dies auf auch auf der Basis des ЭР2; die einfache Konstruktion dieses Zuges diente als Grundlage für neue Serien von Elektrozügen. Auch wurden kleine Abarten von Elektrozügen geschaffen durch Umarbeitung des Serienzuges ЭР2.

### ЭР2A6 als Fahrdraht-Akkumulatortriebwagen
Das Fahrzeug entstand 1972 in Leningrad in dem Ausbesserungswerk der Oktoberbahn und war vorgesehen für den Einsatz auf elektrifizierten und nichtelektrifizierten Strecken. Entstanden war der Zug durch Umarbeitung von 6 Waggons des Elektrozuges ЭР2W.596. Bei diesem Fahrzeug wurden alle Hochspannungs-Hilfsmaschinen (Generator, Elektromotor des Kompressors) und die Akkubatterie der Kette der Verwaltung in den Motorwagen umplaziert. Die frei werdenden Plätze in den Beiwagen wurden von schweren Akkubatterien mit einer Masse von 40 t und einer Kapazität von 806,4 kAh eingenommen (2016 Elemente des Typs ТЖНТ-400 (TSchNT-400)). Die Steuerung des Elektrozuges wurde mit Hilfe von Thyristoren verwirklicht, diese waren in Schränken in den Vorräumen des Motorwagens gelagert. Gleichfalls erlaubten diese Wandler die Umsteuerung der elektrischen Bremse (Verwendung von Rekuperationsbremse auf elektrifizierten Abschnitten, auf nichtelektrifizierten Abschnitten wurde die Widerstandsbremse verwendet) sowie die Ladung der Traktions-Akkubatterie. 1973 wurden die Fahrzeuge für den Versuchsbetrieb auf den Eisenbahnen in Lettland eingesetzt. 1975 wurde er jedoch ausgemustert. Gründe waren die komplizierte Konstruktion und die nun genügend große Anzahl von Dieseltriebwagen auf dem Eisenbahnknoten um Riga. Der Zug blieb mehrere Jahre stehen und wurde schließlich 1992 verschrottet.

### Elektrozug ЭР2Bfür eine Spannung von 6000 V
1959 gab es Überlegungen, das sich noch in Planung befindliche Stromnetz mit Wechselstrom und einer Spannung von 25 kV 50 Hz durch ein Stromnetz mit Gleichstrom und 6000 V zu ersetzen. Grundlage war ein Bericht von Professor Rosenfeld über das Thema System der Elektrischen Netze mit Gleichstrom 6 kV mit Umwandlung des Stromes auf Elektrolokomotiven. Gegenüber dem bisherigen Stromnetz mit Gleichstrom und 3000 V wurden geringere Verluste bei der Stromübertragung erwartet, gegenüber dem Stromnetz mit Wechselstrom und einer Spannung von 25 kV 50 Hz war der Übergang an den Schnittstellen etwas einfacher zu erwarten. Das System der Versorgung mit Wechselstrom war zu der Zeit noch relativ gering verbreitet, es gab zwei Abschnitte mit einer Gesamtausdehnung von 412 km, die damals noch keine große Anerkennung erhielten. Dagegen erhielten die Planung für ein Netz mit Gleichstrom und 6000 V eine breitere Unterstützung. Anfangs wurden für einen Versuch dieses Systems Elektrolokomotiven der Reihen ВЛ22 und ВЛ19 für den Betrieb auf Strecken mit Gleichspannung 6 kV umgearbeitet. Analoge Arbeiten waren für einige Elektrotriebwagen vorgesehen. Und zwar wurde als erstes der ЭР2W.559 ausgewählt, um die Erfahrungen mit dem Frequenz-Impuls-Wandler auszunützen. Bei der Umarbeitung der Steuerung wurde die Widerstandssteuerung durch eine Thyristorsteuerung ersetzt. Das erlaubte eine feinere Regulierung der Spannung und dadurch Verbesserung der Krafteigenschaften des Elektrozuges. Die elektrische Bremse konnte in allen Geschwindigkeitsbereichen eingesetzt werden. Zu dem Versuchstriebwagen wurden noch drei Triebwagen umgebaut, so dass insgesamt drei Vier-Wagen-Züge und ein Acht-Wagenzug für die Arbeit unter Gleichstrom und 6000 V umgebaut wurden. Die Fahrzeuge waren die ersten in der Welt mit diesem Spannungssystem. Sie wurden 1973 im Ausbesserungswerk Moskau zusammengesetzt. Die Frequenz-Impuls-Steuerung wurde unter den Motorwagen angeordnet. Ursprünglich erhielt der Triebzug die Bezeichnung ЭР2I, und von August 1974 an ЭР2B (ЭР2W als Bezeichnung von Hochspannungsfahrzeug). Im Juni 1974 wurde der Elektrozug ЭР2B.556 für die Erprobung auf dem Gleisring des Allrussischen Forschungsinstitutes für Schienenverkehr eingesetzt. Dabei gab es viele Änderungen an dem Fahrzeug, u. a. sollte der Wandler eine spezielle Kühlung erhalten, die auf dem Dach angeordnet werden sollte. Um den Platz auf dem Dach freizusetzen, mussten die Stromabnehmer auf die Beiwagen umgesetzt werden. Auf Grundlage dieser Änderungen wurden im Ausbesserungswerk Moskau 1974–1975 die drei anderen Züge umgearbeitet. Der erste Zug bestand aus den Wagen Nr. 881, 63104, 63106 und 882; der zweite aus den Waggons 879, 63108, 55304, 880 und der dritte aus den Waggons Nr. 57801, 57808, 63103, 57810, 63102, 63107, 63110 und 57809.
1977 bis 1978 wurden alle vier Elektrozüge auf den Abschnitt Го́ри (Gori) - Zchinwali auf der Transkaukasischen Eisenbahn gegeben, die Elektrifizierung wurde hier 1969 durchgeführt. Auf diesem Abschnitt arbeiteten die Triebzüge ЭР2B allerdings nicht lange, schon 1979 wurde entschieden, die Arbeiten an dem Netz mit Gleichstrom und 6000 V zu beenden. Die Fahrzeuge wurden 1979–1980 aus den Inventarlisten gestrichen. Nach dem Ausschluss wurde der ЭР2B.556 1980 an das Depot Leningrad Finnischer Bahnhof gegeben. Das Fahrzeug diente zur Erprobung von verschiedenen Ausrüstungsgegenständen, deshalb erhielt er im Depot den Beinamen Наука (Nauka). 2008 wurde dieser Zug aus den Inventarlisten gestrichen.

### Elektrozug ЭР12
Im September 1976 entstand in den Rīgas Vagonbūves Rūpnīca ein 10-Wagen-Elektrozug mit der Bezeichnung ЭР12.6001. Er war mit einem Thyristor-Impuls-Wandler ausgerüstet. Der Triebwagen erhielt dieselbe mechanische Ausstattung, Hilfsmaschinen und Bremsausrüstung wie die ЭР2. Die Fahrmotoren waren ähnlich wie die vom ЭР2 aufgebaut, besaßen nur eine verbesserte Isolation, so dass sie die Bezeichnung 1ДТ-006 (1DT-006) erhielten. Die Steuerung des Elektrozuges war mit Hilfe eines Zweifasen-Thyristor-Wandlers realisiert worden, die in der Elektrowerkstatt in Tallinn hergestellt wurde. Sie war unter dem Motorwagen untergebracht. Die fließende Regulierung der Spannung für die Elektrofahrmotoren erlaubte die Aufstellung des pulsierenden Stromes (von 190 A bis 220 A), und darum auch die Vergrößerung der Beschleunigung des Zuges von 0,51 m/s2 auf 0,71 m/s2. Von 1981 stellten die Rīgas Vagonbūves Rūpnīca noch zwei Züge der genannten Baureihe her; der sechsteilige ЭР12.6002 und der vierteilige ЭР12.6003. Zusammen mit dem achtteiligen ЭР12.6001 (die Sektion mit dem Motorwagen 600108 war wegen Störungen am Umformer ausgemustert worden) wurden aus ihnen drei sechsteilige Elektrozüge formiert, welche die Vorortbahnen um Tallinn erhielten. In der Mitte der 1990er Jahre wurden die Züge wieder in die Ursprungsausführung ЭР2 umgerüstet.

### Elektrozug ЭР2P

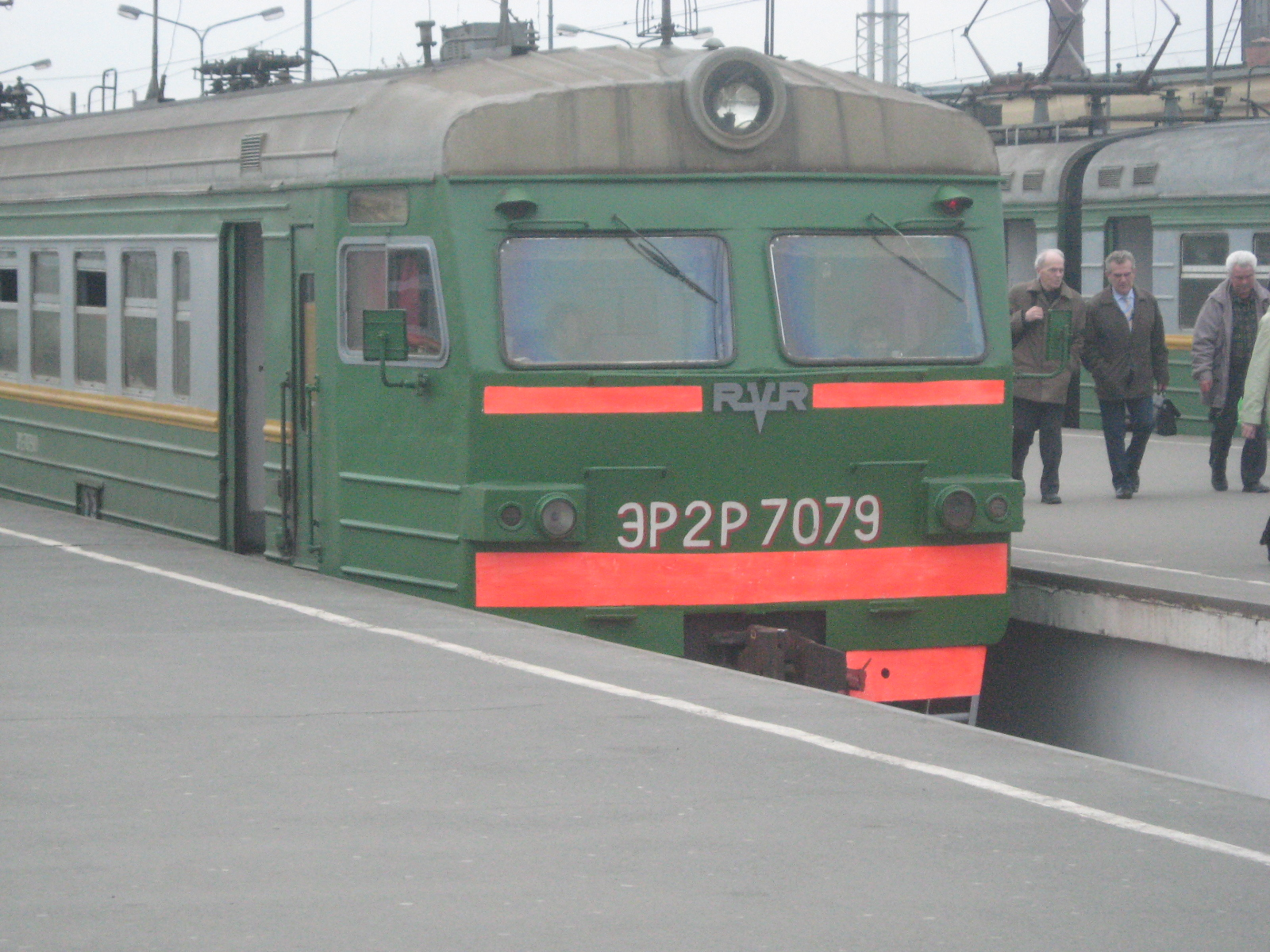
Foto des ЭР2P.7079

In der Periode von 1964 bis 1968 stellten die Rīgas Vagonbūves Rūpnīca eine Partie von Elektrozügen her, die einen verlängerten Kasten mit einer Länge von 24,5 m besaßen. Außerdem besaßen sie eine Rekuperationsbremse. Da die elektrische Bremse noch nicht zuverlässig funktionierte und die Achslast durch den langen Wagenkasten zu hoch war, hörte die Produktion des Triebwagens wieder auf. Einige andere Prototypen mit der Bezeichnung ЭР22 waren nicht erfolgreich. 1979 erschien eine Konstruktion eines Elektrozuges mit der Bezeichnung ЭР2P.7001. Dessen Konstruktion und Ausmaße des Wagenkastens waren wie bei dem ЭР2. Die Verwendung der elektrischen Ausrüstung der Prototypfahrzeuge führte zu einer Vergrößerung des Gewichtes der Fahrzeuge, weshalb es zur Anwendung neuer Drehgestelle mit der Bezeichnung ТУР-01 (TUR-01) kam. Sie besaßen große Ähnlichkeiten mit denen des ЭР22 (große Durchbiegung der Federaufhängung und großen Durchmesser der Wagenachsen). Unter den Beiwagen wurden analoge Drehgestelle verwendet. 1982 lieferte die Rīgas Vagonbūves Rūpnīca den Elektrotriebzug ЭР2P.7002 aus und im Folgejahr eine Kleinserie bis zu der Inventarnummer 7006. Von 1984 an wurde mit dem ЭР2P.7007 auf die Serienproduktion umgeändert. Zuerst erhielten die Fahrzeuge für den Betrieb die Eisenbahn im Moskauer Knoten, danach die anderen Vorortabschnitte diese Fahrzeuge. Die Rīgas Vagonbūves Rūpnīca stellten den ЭР2P bis zu dem Jahr 1987 her. Der letzte Elektrozug der Serie mit der Bezeichnung ЭР2P.7089 wurde im September dieses Jahres hergestellt. Nach diesem änderte das Werk auf die Produktion des ЭР2T um.

### Elektrozüge ЭР2К, ЭР2М, ЭМ1, ЭМ2, ЭМ4 und ЭС2

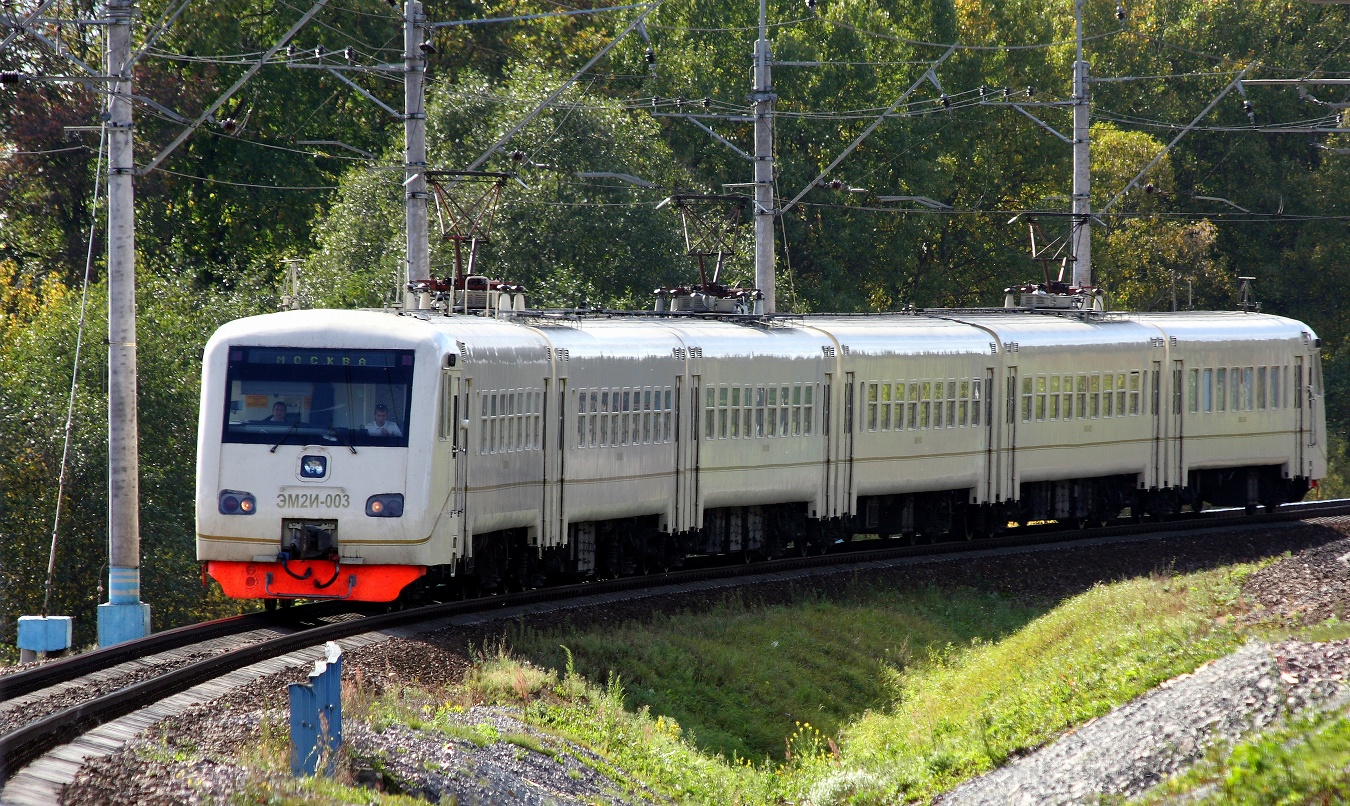
Foto des ЭМ2И 003 auf der Moskowskaja schelesnaja doroga

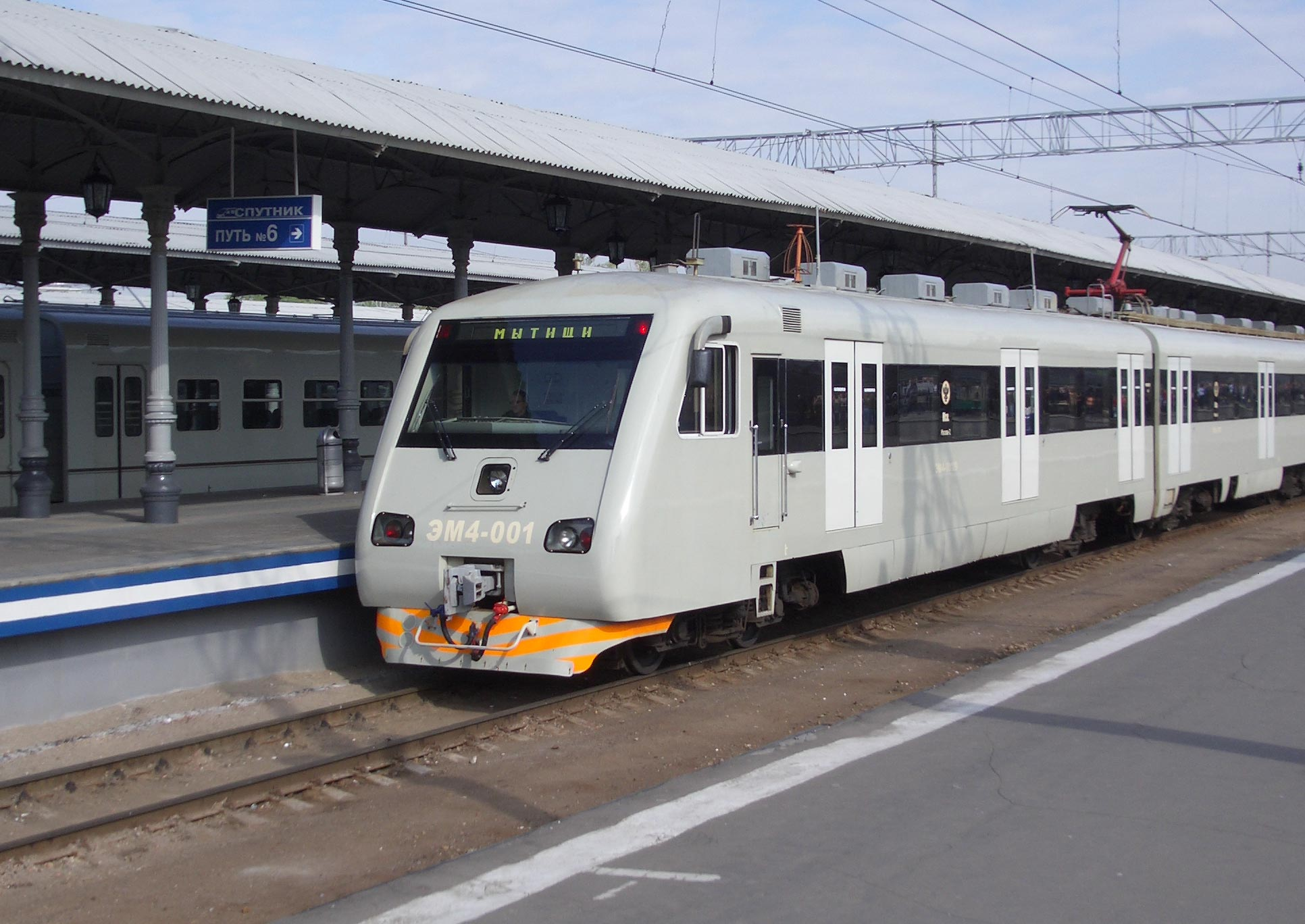
Der ЭМ4.001 Sputnik erreicht Moskau

Diese Triebzüge entstanden auf der Basis des ЭР2 durch Reparaturen mit Kapitalreparaturen mit Verlängerung des Termin des Betriebes mit der Bezeichnung КРП (KRP) oder durch Reparaturen mit Wiederherstellungsparameter; diese wurden als КВР (KWR) bezeichnet. Diese Reparaturen wurden in unterschiedlichen Lokomotivbau- und Lokomotiv-Ausbesserungswerken durchgeführt, manchmal in großen Lokomotivdepots (z. B. Depot Nowoaltaisk) wurden die Rekonstruktionen von den ЭР2P.659 ab ausgeführt. Das waren die Fahrzeuge, die eine stangenförmige Aufhängung des Traktionsgetriebes besaßen. Bei Fahrzeugen mit niederer Inventarnummer wurden die Drehgestelle mit ausgetauscht. Im Zuge der Modernisierung wurde die Konstruktion der Züge modernisiert; sie erhielten neue Verglasungen (mit metallischen, später mit plasteförmigen Rahmen), neue Sitzpolster, in der Beleuchtung anstatt Lampen mit Glühbirnen solche mit Leuchtstoffröhren. Manchmal wurde die Kabinenausstattung getauscht. Danach wurden den Fahrzeugen neue Bezeichnungen zuerkannt (ЭР2K - ЭР2 nach KRP). Die Elektrozüge, die ihre КРП (KRP) im Moskauer Ausbesserungswerk erhielten (SAO Спецремонт (Spezremont)), von diesen ЭР2 blieb nur der Rahmen, die Drehgestelle und die Stirn-Zwischenwände. Diese Fahrzeuge erhielten die Bezeichnung ЭM (EM nach Elektrozug Moskowskoj). Das Werk lieferte von 2001 bis 2005 die Elektrozüge mit der Bezeichnung EM2 aus, und von 2003 bis 2006 den EM4. Diese Fahrzeuge waren als Sputnik bekannt. Seine Wagen besaßen einheitliche innere Räume und waren ohne Vorraum ausgestattet. Sie besaßen drei Paar automatische Schwenkschiebetüren und waren für den Ein- und Ausstieg nur auf hohen Bahnsteigen geeignet. Der Elektrozug Sputnik wurde auf beschleunigten Vorstadtlinien zwischen Moskau – Mytischtschi – Puschkino, Moskau – Mytischtschi – Bolschewo und Moskau – Ljuberzy – Ramenskoje eingesetzt. Das SAO Спецремонт (Spezremont) lieferte den Triebwagen ЭМ2И (EM2I) 2002 bis 2006 aus, sie waren analog dem ЭР2 und mit Breit-Frequenz-Wandler. In den heutigen Tagen sind viele Züge der Reihen EM2, ЭМ2И und ЭM4 weggestellt von der allgemeinen Arbeit und befördert in die Reserve.
Die Elektrozüge, die die KRP und KWR im Lokdepot Nowoaltaisk durchliefen, erhielten die Bezeichnung ЭC2 (ES2, Elektrozug sibirisch). Bei diesen Modernisierungen wurden den Elektrozügen nicht selten eine neue Kabine installiert. Insgesamt wurden bis Anfang 2009 rekonstruiert: 51 ЭM2, von ihnen 16 ЭM2I, 19 ЭC2 und 15 ЭM4. Sie sind alle in der schon erwähnten Anzahl von ЭР2 enthalten, siehe oben. Im Frühjahr 2008 wurden zwei Wagen mit erhöhten Komfort für den Betrieb auf der Linie Nowosibirsk - Главный (Hauptbahnhof) - Tscherepanowo gefertigt.
Die Elektrozüge, die ihre KRP im Ausbesserungswerk Kiew erhielten, bekamen eine bedeutende Modernisierung in dem Innenraum, und zwar in der Hauptsache: Installation einer Sanitär-Toilette und eine Elektroausrüstung mit einem Radiosender.

### Elektromotorwagen

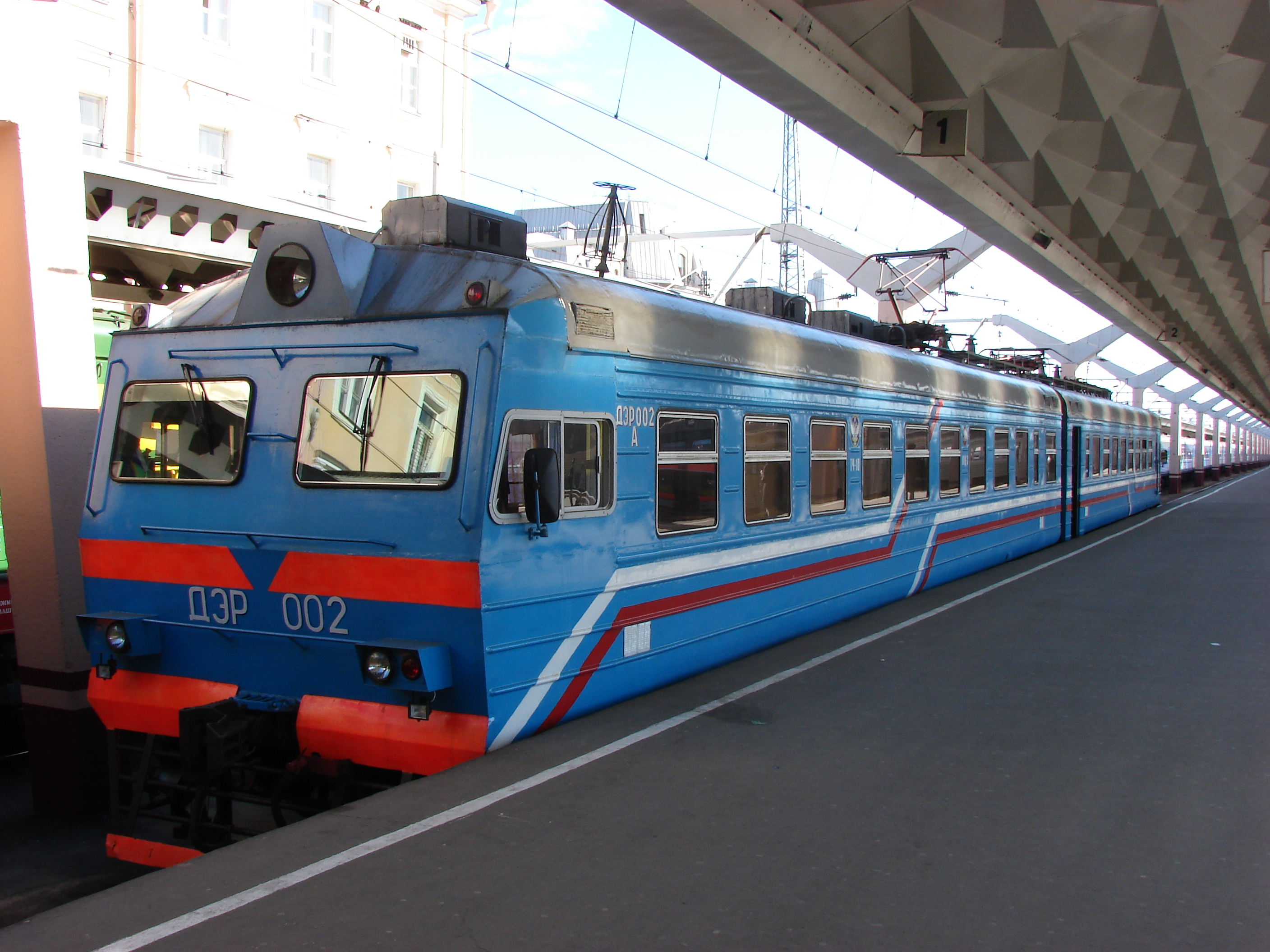
Foto des ДЭР-002

Eine bedeutende Anzahl von umgearbeiteten Fahrzeugen auf Basis des ЭР2 stellten die Elektrowagen für die Dienstbenützung dar. Auf der Oktoberbahn z. B. wurden die Elektro-Motorwagen ДЭР-001, ДЭР-002 und ДЭР-003 betrieben, in anderen Depots wurden ähnliche Fahrzeuge verwendet. Einige Motorwagen wurden in der Kombination ЭР2 mit Motorantrieb, Generator und Motorkompressor betrieben, zusätzlich bekamen sie eine weitere Kabine für den Maschinisten am anderen Ende. Dabei besaß der ДЭР-001 eine Sektion, der ДЭР-002 drei und der ДЭР-003 zwei Sektionen. Sie alle wurden aus den Fahrzeugen ЭР2T und ЭР9п hergestellt. Auf der Turkestan-Sibirischen Eisenbahn, im Depot Nowokusnezk wurden auf der Basis der ЭР2 Motorwagen der Bezeichnung МВ (MW, Nr. 02,07) und CВ (SW, Nr. 02,03,04,05).

## Zwischenfälle
In der Nacht von dem 5. Dezember auf den 6. Dezember 1978 ereignete sich in der Station Kurowskoje eine Explosion von zwei Wagen, die mit Industriematerial gesprengt wurden. Es wurden zwei Menschen getötet, in der Station und der benachbarten Stadt gab es dadurch große Zerstörungen. Zum Moment der Explosion stand auf dem benachbarten Gleis der Elektrozug mit der Bezeichnung ЭР2.1169 (bestehend aus 12 Wagen, die im Oktober desselben Jahres gebaut wurden), durch die Druckwelle der Explosion wurde die Mehrzahl der Fahrzeuge der Einheit zerstört. Im Betrieb blieben jeweils die Wagen mit den Nummern 116907, 116909, 116905 und 116906.
- am 4. Oktober 1980 ereignete sich auf dem Baltischen Bahnhof in Tallinn ein Zusammenstoß zwischen dem ЭР2.1032 und dem ЭР1.122. Die Folge dessen war die Zerstörung des Wagens mit der Inventarnummer 103201. Es wurden neun Menschen getötet und 46 verwundet.
- am 17. Juli 1992 stieß der ЭР2.485 auf einem Bahnübergang mit einem Lastauto der Marke SIL zusammen. Mit dem vorderen Drehgestell drang der entgleiste Steuerwagen des Elektrozuges mit 40 km/h in den Bahnsteig des angrenzenden Bahnhofs ein. Als Folge dieses Ereignisses starb der Hilfsmaschinist des Zuges, die Wagen mit den Inventarnummern 48501, 48504 und 48507 wurden beschädigt und später aus dem Inventar gestrichen.
- in der Nacht vom 22. auf den 23. Dezember 1993 ereignete sich in der Station Ramenskoje ein Zusammenstoß zwischen den ЭР2.1164 und ЭР2.1181. Der Zusammenstoß verursachte keine Todesfälle, der Wagen 116401 wurde beschädigt und aus dem Inventar gestrichen sowie der Wagen 118109 in die Reparatur gegeben.
- am 31. Mai 1996 machten sich vier nicht befestigte Güterwagen, gefüllt mit Zement, auf einem Steigungsabschnitt selbstständig und fuhren in der Station Litwinowo im Oblast Jaschkinsk auf den überfüllten ЭР2.663. Dabei starben 17 Passagiere, mehrere wurden verwundet, die Wagen mit den Inventarnummern 66305, 66308 und 66309 wurden beschädigt und aus dem Inventar gestrichen.
- am 7. Juli 1998 ereignete sich um 6 Uhr 14 ungefähr bei der Station Bekasowo-1 der Moskowskaja schelesnaja doroga (Richtung Kiew) ein Unfall zwischen zwei Elektrozügen und einer Einheit Gleisbautechnik. Eine Schotterplaniermaschine kam nach der Ausführung ihrer Arbeit in der Station Bekasowo-1 an. Über einige Zeit kam die Weiterfahrt von ihr zu der Station Aprelewka. Der Diensthabende öffnete das Ausfahrsignal, obwohl ihm mitgeteilt wurde, dass es geschlossen bleiben musste. Die Schotterplaniermaschine fuhr auf das freie Gleis und fuhr dort mit dem entgegenkommenden ЭР2.1117 zusammen. Bei dem Unfall starben 4 Menschen; der Hilfsmaschinist der Schotterplaniermaschine, die Brigade des ЭР2.1117 und ein Passagier.
- Am 13. Februar 2001 ereignete sich ein Zusammenstoß des ЭР2.1291 mit einem Autozug im Abschnitt Beloostrow - Dubinui (Oblast Leningrad). Dabei starb ein Passagier, zehn wurden verletzt, der Wagen mit der Inventarnummer 129101 wurde zerstört.
- Am 11. November 2002 machte sich die Einheit ЭР2.1280 in Sankt Petersburg selbständig. Der Maschinist war aus der Einheit herausgetreten. Die Einheit sprang schließlich mit 41 km/h aus den Schienen des Baltischen Bahnhofs. Als Folge des Unfalles starben 4 Menschen, 9 wurden verletzt, und die Wagen 128001 und 128010 wurden beschädigt und kamen in die Ausbesserung.
- Am 25. Oktober 2006 wurde nahe der Station Sestrorezk eine absichtliche Brandstiftung verübt. Dabei wurde ein Wagen des ЭР2.1315 beschädigt. Die Folge war, dass die Wagen 131503 und 131508 so stark beschädigt wurden, dass sie ausgemustert werden mussten.